# Liste der Biografien/Grun
Liste der Biografien |
Portal Biografien |
Personensuche
# |
A |
B |
C |
D |
E |
F |
G |
H |
I |
J |
K |
L |
M |
N |
O |
P |
Q |
R |
S |
T |
U |
V |
W |
X |
Y |
Z |
?
 
Ga |
Gb |
Gc |
Gd |
Ge |
Gf |
Gh |
Gi |
Gj |
Gk |
Gl |
Gm |
Gn |
Go |
Gp |
Gq |
Gr |
Gs |
Gu |
Gv |
Gw |
Gy |
Gz
 
Gra |
Grb–Grd |
Gre |
Grg |
Gri |
Grj |
Grk |
Grl |
Grm |
Gro |
Grs |
Gru |
Gry |
Grz
 
Grua |
Grub |
Gruc |
Grud |
Grue |
Gruf |
Grug |
Gruh |
Grui |
Gruj |
Grul |
Grum |
Grun |
Gruo |
Grup |
Grus |
Grut |
Gruv |
Gruw |
Gruy |
Gruz
Die Liste der Biografien führt alle Personen auf, die in der deutschsprachigen Wikipedia einen Artikel haben. Dieses ist eine Teilliste mit 896 Einträgen von Personen, deren Namen mit den Buchstaben „Grun“ beginnt.

## Grun
- Grün, Achim (* 1967), deutscher Fußballspieler
- Grün, Adolf (1877–1947), österreichischer Chemiker
- Grün, Albert (1822–1904), deutscher Revolutionär 1848/49, Lehrer und Autor
- Grün, Albertine von (1749–1792), Schreiberin
- Grün, Alexander (* 2000), deutscher Organist und Kirchenmusiker
- Grün, Anastasius (1806–1876), österreichischer Politiker und politischer Lyriker
- Grün, Andreas (* 1960), deutscher Gitarrist, Komponist und Musikwissenschaftler
- Grün, Angelina (* 1979), deutsche Volleyballspielerin
- Grün, Anselm (* 1945), deutscher Ordensgeistlicher und Autor spiritueller BücherAnselm Grün (* 1945)

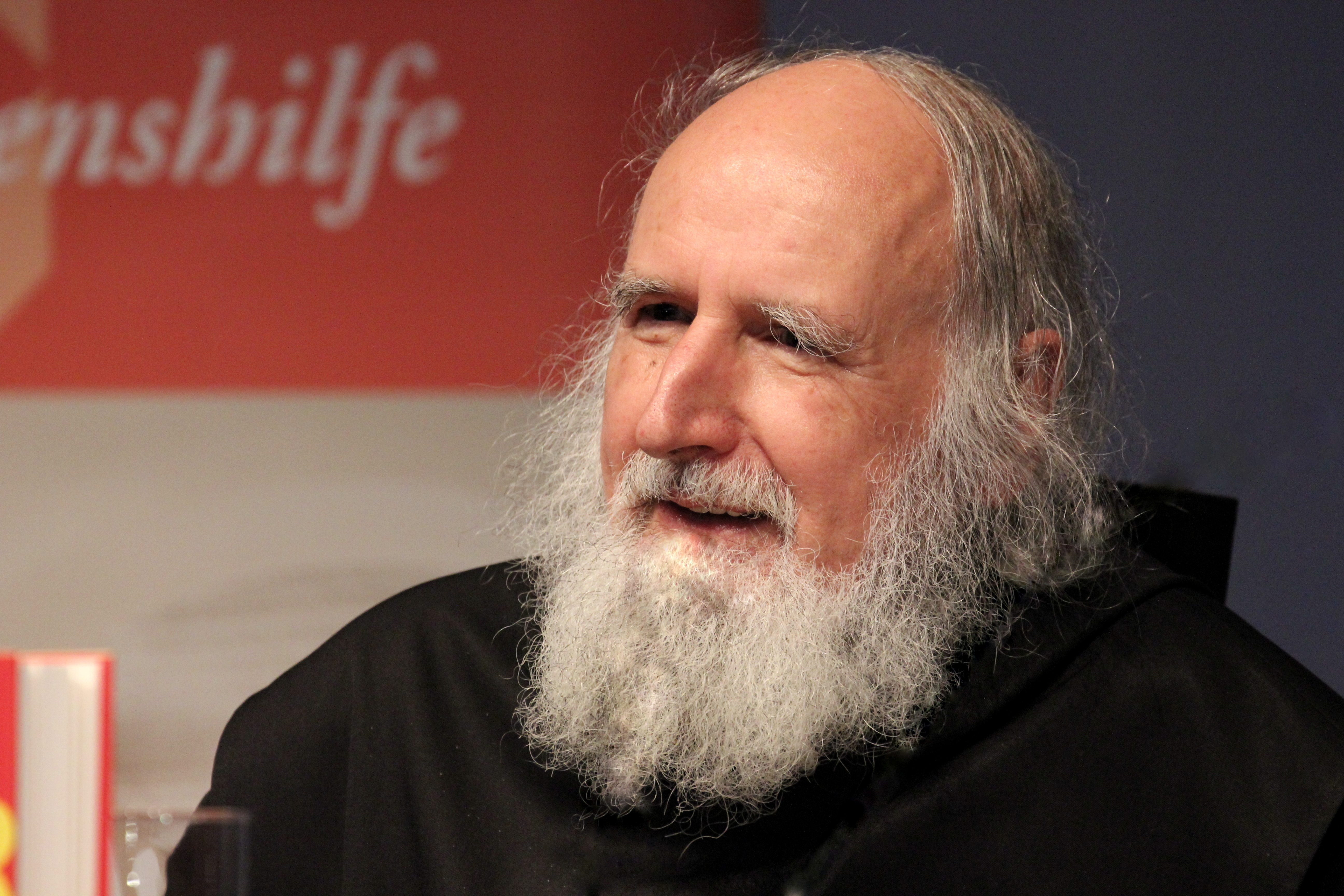
Anselm Grün (* 1945)

- Grün, Armin (* 1944), deutscher Photogrammeter
- Grün, August (1847–1915), deutscher Brückenbau-Ingenieur
- Grün, Bernard (1901–1972), österreichisch-britischer Komponist, Dirigent und Publizist
- Grün, Bernhard (* 1961), deutscher Arzt, Historiker, Autor und Herausgeber
- Grün, Carl (1851–1916), Hüttenbesitzer und Abgeordneter des Provinziallandtages der Provinz Hessen-Nassau
- Grün, Dionys von (1819–1896), österreichischer Geograph und Hochschullehrer
- Grün, Dominic (* 1977), theoretischer Physiker, Biologe und Professor an der Julius-Maximilians-Universität Würzburg
- Grün, Eberhard (* 1942), deutscher Astrophysiker
- Grün, Erich (1915–2009), deutscher Maler und Grafiker
- Grün, Fancia (1904–1945), Widerstandskämpferin gegen den Nationalsozialismus
- Grün, Ferdinand (1886–1968), deutscher Politiker (Zentrum, CDU), MdL
- Grun, Frances (1874–1946), deutsch-englische Schriftstellerin
- Grün, Friederike (1836–1923), deutsche Opernsängerin (Sopran)
- Grün, Georg, deutscher Chorleiter und Musikpädagoge
- Grün, Georges (* 1962), belgischer Fußballspieler
- Grün, Günther (* 1965), deutscher Mathematiker und Hochschullehrer
- Grün, Jakob (1837–1916), österreichischer Violinist
- Grun, James (1868–1928), britisch-deutscher Schriftsteller
- Grün, Johann Carl (1819–1889), deutscher Hüttenbesitzer, Abgeordneter des Provinziallandtages der Provinz Hessen-Nassau
- Grün, Johann Nepomuk (1751–1816), Prämonstratenser, römisch-katholischer Geistlicher, Rektor der Karls-Universität Prag
- Grün, John (1868–1912), luxemburgischer KraftmenschJohn Grün (1868–1912)

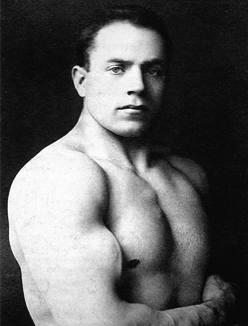
John Grün (1868–1912)

- Grün, Jules-Alexandre (1868–1938), französischer Maler, Grafiker und Lithograf
- Grün, Julius (1823–1896), deutscher Porträt-, Genre- und Historienmaler
- Grün, Karl (1817–1887), deutscher Journalist und Schriftsteller
- Grün, Klaus-Jürgen (* 1957), deutscher Philosoph
- Grün, Leopold (* 1968), deutscher Dokumentarfilmer
- Grün, Lili (1904–1942), österreichische Schriftstellerin und Schauspielerin
- Grun, Margarita (* 1954), uruguayische Leichtathletin
- Grün, Maria (* 1977), österreichische bildende Künstlerin
- Grün, Max (* 1987), deutscher Fußballtorhüter
- Grün, Max von der (1926–2005), deutscher SchriftstellerMax von der Grün (1926–2005)

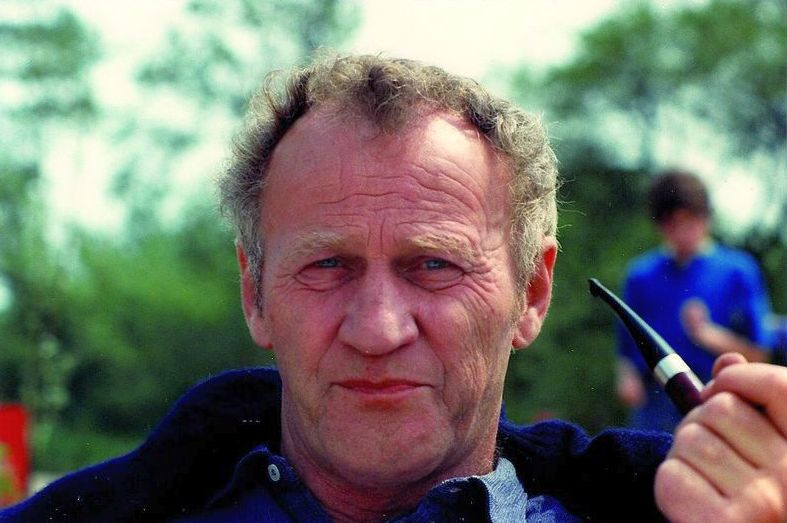
Max von der Grün (1926–2005)

- Grün, Otto (1882–1948), deutscher General der Artillerie
- Grün, Otto (1888–1974), deutscher Mathematiker
- Grün, Patrick (* 1968), deutscher Fußballspieler
- Grun, Paul Arnold (1872–1956), deutscher Genealoge und Autor
- Grün, Peter von der (* 1972), bayerischer Kommunalpolitiker (parteilos)
- Grün, Rainer (1950–2010), deutscher Politiker (CDU), Staatssekretär im Saarland
- Grün, Richard (1883–1947), deutscher Baustoffchemiker und Hochschullehrer
- Grun, Richard (* 1938), deutscher Eishockeyspieler
- Grün, Robert (1909–1975), österreichischer Schriftsteller
- Grün, Thomas (* 1995), luxemburgisch-deutscher Basketballspieler
- Grun, Ulrich (1937–2017), deutscher Lehrer, Heimatforscher, Kunsthistoriker und Historiker
- Grün, Walter (* 1940), österreichischer Geologe
- Grun, Werner (* 1942), deutscher Fußballspieler
- Grün, Wilhelm (* 1959), deutscher General
- Grün, Willi (1910–2005), deutscher Baptistenpastor, Theologe und Journalist
- Grün, Willi H. (1932–2016), deutscher Finanzbeamter, Wirtschaftsjournalist, Kolumnist und Schriftsteller

### Gruna
- Grünanger, Friedrich (1856–1929), bulgarisch-österreichischer Architekt und bulgarischer Hocharchitekt
- Grunau, August (1881–1931), deutscher Gewerkschafter und Politiker der Deutschen Zentrumspartei
- Grünau, Ernst (1796–1861), deutscher Lehrer
- Grunau, Hans Rudolf (1920–2008), Schweizer Geologe und Erdölgeologe sowie Maler
- Grunau, Jürgen P. K. (* 1953), deutscher Spieleautor
- Grunau, Simon († 1530), Dominikaner in Danzig und alt-preußischer Historiograph
- Grünau, Werner von (1874–1956), deutscher Diplomat
- Grünau, Werner von (1910–1974), deutscher Schriftsteller und literarischer Übersetzer
- Grunau, Wilfried (* 1958), deutscher Ingenieur und Geodät
- Grünauer, Daniel (* 1982), deutscher Dramaturg und Autor
- Grünauer, Ingomar (* 1938), österreichischer Komponist

### Grunb
- Grünbart, Georg (1903–1987), österreichischer Politiker (VdU, FPÖ), Landtagsabgeordneter
- Grünbart, Michael (* 1969), österreichischer Byzantinist
- Grünbauer, Eva (* 1968), deutsche Fernsehmoderatorin
- Grünbauer, Wolfgang (* 1965), deutscher Musikant und Dirigent
- Grünbaum, Aaron Bär (1811–1893), deutscher Distriktsrabbiner und Prediger
- Grünbaum, Abraham (1930–2001), israelischer Rabbiner und Leiter einer orthodoxen Jeschiwa in Israel
- Grünbaum, Adam (1904–1979), deutsch-baltischer Jurist
- Grünbaum, Adolf (1923–2018), US-amerikanischer Philosoph und Wissenschaftstheoretiker
- Grünbaum, Branko (1929–2018), israelischer Mathematiker
- Grünbaum, Elizabeth, britische Pädagogin
- Grünbaum, Ernő (* 1908), siebenbürgisch-ungarischer Maler der Klassischen Moderne
- Grünbaum, Fritz (1880–1918), deutscher Physiker
- Grünbaum, Fritz (1880–1941), österreichischer Kabarettist, Operetten- und Schlagerautor, Regisseur, Schauspieler und ConférencierFritz Grünbaum (1880–1941)

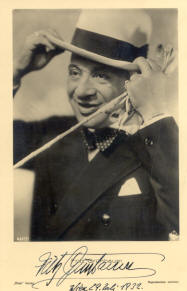
Fritz Grünbaum (1880–1941)

- Grünbaum, Henry (1911–2006), dänischer Gewerkschaftsfunktionär und Politiker (Socialdemokraterne), Mitglied des Folketing
- Grünbaum, Herbert (1903–1981), deutscher Schauspieler
- Grünbaum, Hilde (1923–2024), deutsche Musikerin, Überlebende des Vernichtungslagers Auschwitz und Bergen-Belsen und Zeitzeugin
- Grünbaum, Johann Christoph (1785–1870), böhmischer Opernsänger (Tenor), Gesangspädagoge und Übersetzer italienischer und französischer Libretti
- Grünbaum, Kurt (1892–1982), deutscher Jurist, Konsistorialpräsident (1954–1958) in Magdeburg
- Grünbaum, Max (1817–1898), deutscher Orientalist und Hebraist
- Grünbaum, Robert (* 1967), deutscher Politikwissenschaftler
- Grünbaum, Rosa (1881–1942), Gründerin und Leiterin des Fröbelseminars in Mannheim
- Grünbaum, Therese (1791–1876), österreichische Opernsängerin (Sopran)
- Grünbeck, Esther (1717–1796), deutsche Dichterin, Mitglied der Herrnhuter Brüdergemeine
- Grünbeck, Heinrich (1818–1902), österreichischer Ordensgeistlicher, Abt des Stiftes Heiligenkreuz
- Grünbeck, Heinz (* 1928), deutscher Fußballspieler
- Grünbeck, Josef (1925–2012), deutscher Unternehmer und Politiker (FDP), MdL, MdB
- Grünbeck, Max (1907–1984), deutscher Diplomat und Oberbürgermeister Friedrichshafens (1949–1977)
- Grünbein, Durs (* 1962), deutscher Lyriker, Essayist und ÜbersetzerDurs Grünbein (* 1962)
- Grünberg, Adrian, Filmregisseur

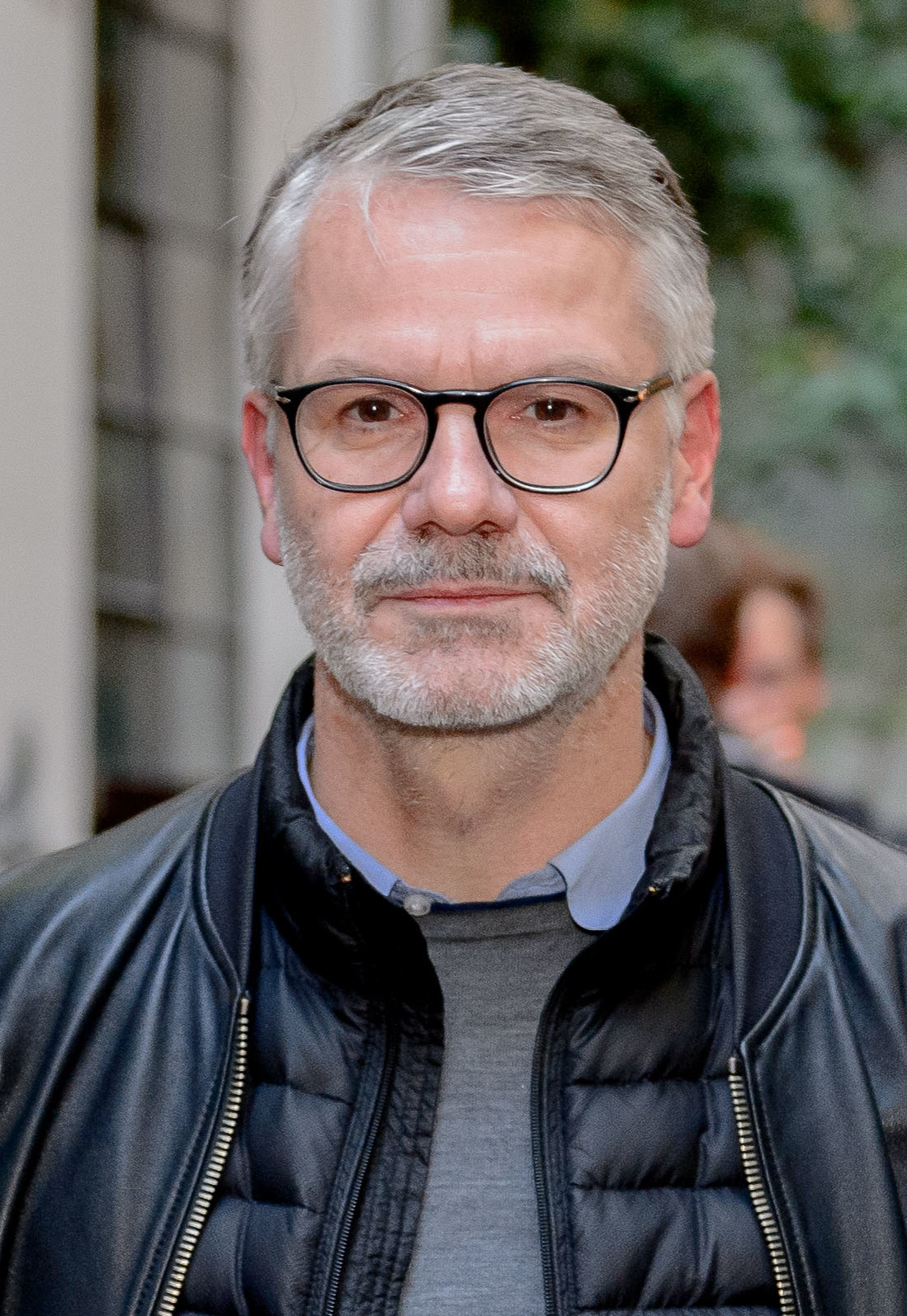
Durs Grünbein (* 1962)

- Grünberg, Alexander (* 1977), deutscher Schauspieler
- Grünberg, Alfred (1901–1942), deutscher Arbeiter und Widerstandskämpfer gegen den Nationalsozialismus
- Grunberg, Arnon (* 1971), niederländischer Schriftsteller
- Grünberg, Bernhard (1923–2021), deutsch-britischer Überlebender des Holocaust
- Grünberg, Bernhard von (* 1945), deutscher Politiker (SPD), MdL
- Grünberg, Carl (1861–1940), deutsch-österreichischer Ökonom, Wirtschaftshistoriker und Soziologe
- Grünberg, Carl Friedrich Rudolph von (1785–1850), königlich-sächsischer Oberhofgerichtsrat, später preußischer Landrat und Abgeordneter, Rittergutsbesitzer
- Grünberg, Cornelia (* 1959), deutsche Regisseurin und Drehbuchautorin
- Grünberg, Elfriede (1929–1942), österreichisches Opfer des Holocausts und Namensgebern eines Preises
- Grünberg, Friedrich Rudolph von (1748–1822), kursächsischer Kammerherr und Rittergutsbesitzer
- Grünberg, Georg (1906–1976), deutscher SS-Obersturmführer und KZ-Lagerführer
- Grünberg, Georg (* 1943), österreichischer Ethnologe, Lateinamerika-Forscher und Hochschullehrer
- Grünberg, Georg Abraham von (1603–1672), kurbrandenburgischer Staatsmann
- Grünberg, Gerhard (* 1920), deutscher Oberst im Ministerium für Staatssicherheit (MfS) der DDR
- Grünberg, Gottfried (1899–1985), deutscher Politiker, Kommunist
- Grunberg, Greg (* 1966), US-amerikanischer SchauspielerGreg Grunberg (* 1966)

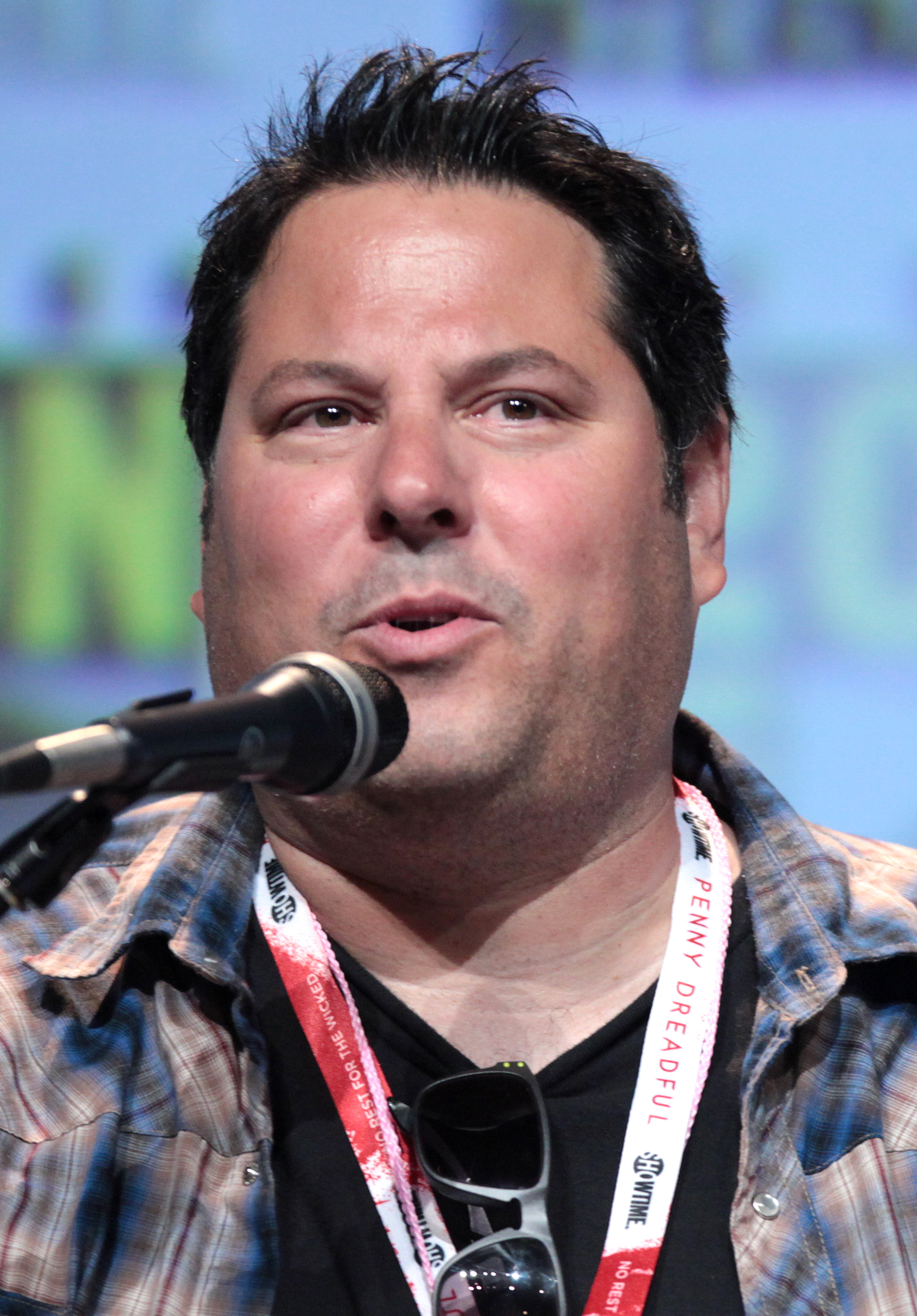
Greg Grunberg (* 1966)

- Grünberg, Grethe (* 1988), estnische Eistänzerin
- Grünberg, Hans-Bernhard von (1903–1975), deutscher Nationalökonom, Rektor der Universität Königsberg
- Grünberg, Hans-Hennig von (* 1965), deutscher Hochschulpräsident
- Grünberg, Hans-Ulrich (* 1956), deutscher Schachspieler
- Grünberg, Helene (1874–1928), deutsche Schneiderin und Politikerin (SPD)
- Grünberg, Hubertus von (* 1942), deutscher Manager, Vorstandsmitglied des Automobilzulieferers Continental AG
- Grünberg, Hugo (1896–1942), Schiedsrichter bei Werder Bremen
- Grünberg, Johann Ludwig von (1726–1799), preußischer Offizier, zuletzt Generalmajor und Chef des Infanterie-Regiments Nr. 24
- Grünberg, Julius (1853–1900), deutscher Zeitschriftenherausgeber in St. Petersburg
- Grünberg, Karl (1847–1906), deutscher Unternehmer und Politiker (SPD), MdR, MdL (Königreich Sachsen)
- Grünberg, Karl (1875–1932), deutscher HNO-Arzt und Hochschullehrer
- Grünberg, Karl (1891–1972), deutscher Schriftsteller und Journalist
- Grünberg, Kira (* 1993), österreichische Politikerin und ehemalige StabhochspringerinKira Grünberg (* 1993)

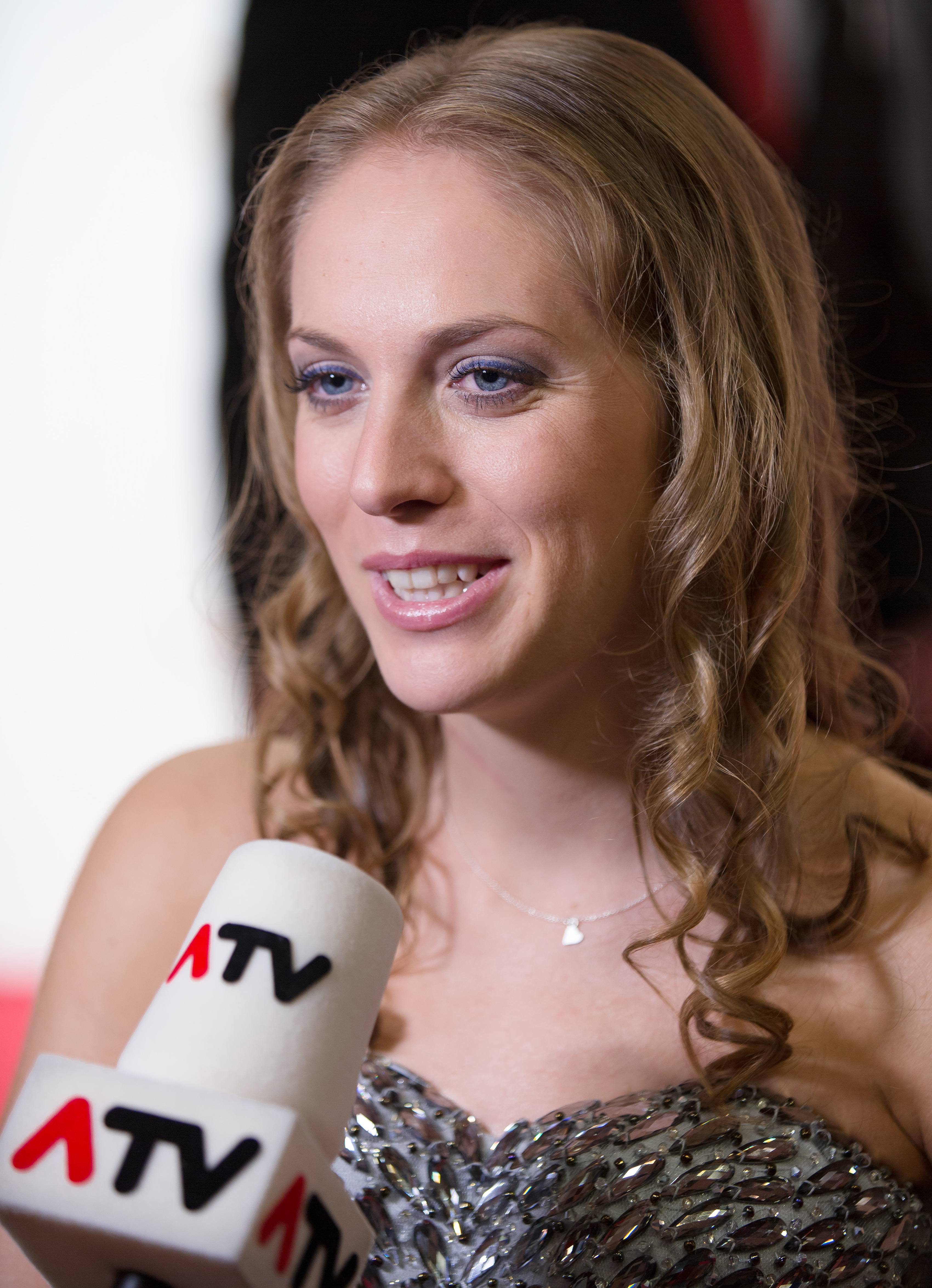
Kira Grünberg (* 1993)

- Grünberg, Klaus (* 1941), deutscher Schauspieler
- Grünberg, Klaus (* 1969), deutscher Bühnenbildner und Lichtdesigner
- Grünberg, Konstantin Wassiljewitsch (* 1944), sowjetisch-russischer Bildhauer
- Grünberg, Lilly, deutsche Schriftstellerin
- Grünberg, Marie (1903–1986), deutsche Gerechte unter den Völkern, aktiv im Widerstand gegen den Nationalsozialismus
- Grünberg, Martin (* 1655), deutscher Baumeister
- Grünberg, Matthias (* 1961), deutscher Jurist und Richter
- Grünberg, Max (1876–1943), deutscher Schauspieler
- Grünberg, Paul (1857–1919), deutscher lutherischer Theologe
- Grünberg, Peter (1939–2018), deutscher Physiker und Nobelpreisträger
- Grünberg, Peter Christian (1901–1975), deutscher Heimatforscher, Schriftsteller und Übersetzer
- Grünberg, Rudolf († 2023), deutscher Kanute
- Grünberg, Sven (* 1956), estnischer Komponist
- Grünberg, Walter (1906–1943), deutscher Prähistoriker
- Grünberg, Walter (1934–1996), österreichischer Veterinärmediziner
- Grünberg, Wolfgang (1940–2016), deutscher evangelischer Theologe und Professor
- Grünberg-Klein, Hannelore (1927–2015), deutsche Holocaust-Überlebende und Autorin
- Grunberg-Manago, Marianne (1921–2013), französische Biochemikerin
- Grünberger, Alexandra (* 1980), österreichische Skeletonsportlerin
- Grünberger, Alfred (1875–1935), österreichischer Diplomat und Politiker
- Grünberger, Arno (* 1947), österreichischer Architekt
- Grünberger, Arthur (1882–1935), österreichischer Architekt, Maler und Bühnenbildner
- Grunberger, Béla (1903–2005), französischer Psychoanalytiker ungarischer Herkunft
- Grünberger, Florian (* 1980), österreichischer Unternehmer und Politiker (ÖVP)
- Grünberger, Friedrich Florian (1921–2007), österreichischer Architekt
- Grünberger, Ludwig (1839–1896), böhmischer Komponist und Pianist
- Grünberger, Michael (* 1964), österreichischer Skeletonpilot
- Grünberger, Michael (* 1974), deutsch-italienischer Rechtswissenschaftler
- Grünberger, Peter (1962–2021), deutscher Fußballspieler
- Grunberger, Richard (1924–2005), britischer Historiker
- Grünberger, Silvia (* 1981), österreichische Politikerin (ÖVP), Abgeordnete zum NationalratSilvia Grünberger (* 1981)

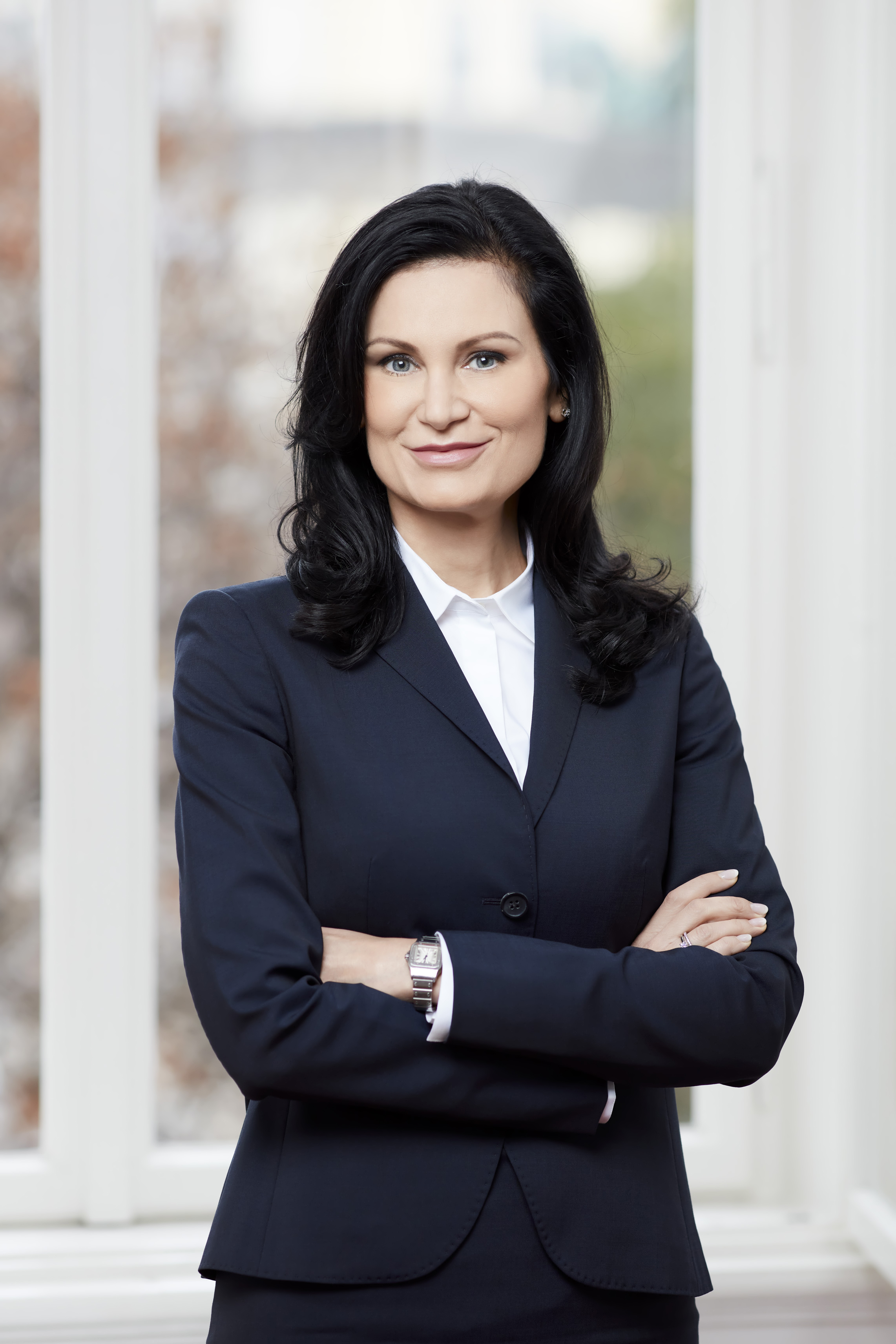
Silvia Grünberger (* 1981)

- Grünberger, Theodor (1756–1820), deutscher Barock-Komponist
- Grünberger, Thomas (* 1964), österreichischer Chirurg und Universitätsprofessor
- Grünbichler, Andreas (* 1964), österreichischer Bank- und Versicherungsmanager

### Grund
- Grund, Alfred (1875–1914), österreichischer Geograph und Geologe
- Grund, Andreas (* 1960), parteiloser Kommunalpolitiker, Bürgermeister von Neustrelitz
- Grund, Annelie (* 1953), deutsche Künstlerin, Glaskünstlerin, Malerin und Musikerin
- Grund, Annelies (* 1923), deutsche Schriftstellerin
- Grund, Benjamin (* 1980), deutscher Tenor, Komponist, Texter, Produzent und Sänger in der volkstümlichen Schlagerbranche
- Grund, Bernhard (1872–1950), deutscher Jurist, Industrieller und Politiker (DDP), MdHdA, MdL
- Grund, Bert (1920–1992), deutscher Filmkomponist
- Grund, Christoph (* 1961), deutscher Pianist und Komponist
- Grund, Frank (* 1958), deutscher Jurist und Versicherungsmanager, Exekutivdirektor der Bundesanstalt für Finanzdienstleistungsaufsicht (BaFin)
- Grund, Friedrich (1814–1892), deutscher Wasserbauingenieur
- Grund, Friedrich Karl, deutscher Schauspieler, Aufnahmeleiter und Drehbuchautor
- Grund, Friedrich Wilhelm (1791–1874), deutscher Komponist, Dirigent und Musiklehrer
- Grund, Hans (1896–1976), deutscher Generalmajor der Luftwaffe im Zweiten Weltkrieg
- Grund, Hans-Günter (* 1941), deutscher Fußballspieler
- Grund, Hans-Jürgen (* 1954), deutscher Handballspieler und -trainer
- Grund, Hartmut (1917–2004), deutscher Drehbuchautor und Filmproduzent
- Grund, Heinrich (1892–1948), deutscher Politiker (NSDAP), MdR
- Grund, Hermann (1893–1953), deutscher Filmproduzent
- Grund, Horst (1915–2001), deutscher Kameramann und FotografHorst Grund (1915–2001)

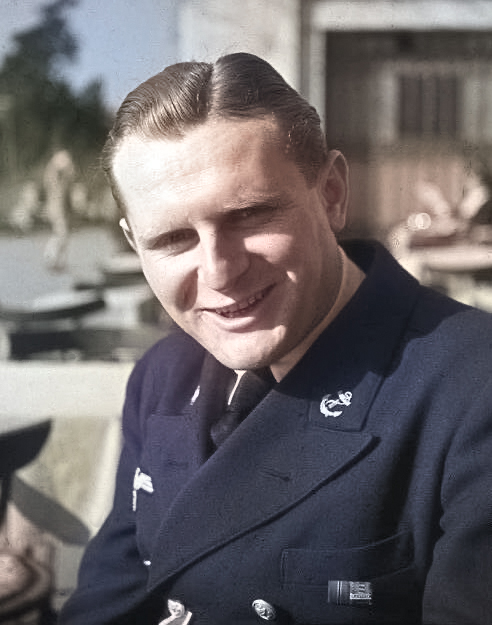
Horst Grund (1915–2001)

- Grund, Ida (1911–1982), deutsche Politikerin (SPD), Mitglied des Abgeordnetenhauses von Berlin
- Grund, Iris (* 1933), deutsche Architektin
- Grund, Johann (1808–1887), österreichischer Porträt- und Genremaler, in Deutschland tätig
- Grund, Johann Jakob Norbert (1755–1814), böhmischer Maler, Autor und Musiker
- Grund, Johanna (1934–2017), deutsche Journalistin und Politikerin (REP), MdEP
- Grund, Josef Carl (1920–1999), deutscher Schriftsteller
- Grund, Kevin (* 1987), deutscher Fußballspieler
- Grund, Manfred (1929–2015), deutscher Bühnenbildner
- Grund, Manfred (1936–2003), deutscher LDPD-Funktionär, MdV
- Grund, Manfred (* 1955), deutscher Politiker (CDU), MdBManfred Grund (* 1955)

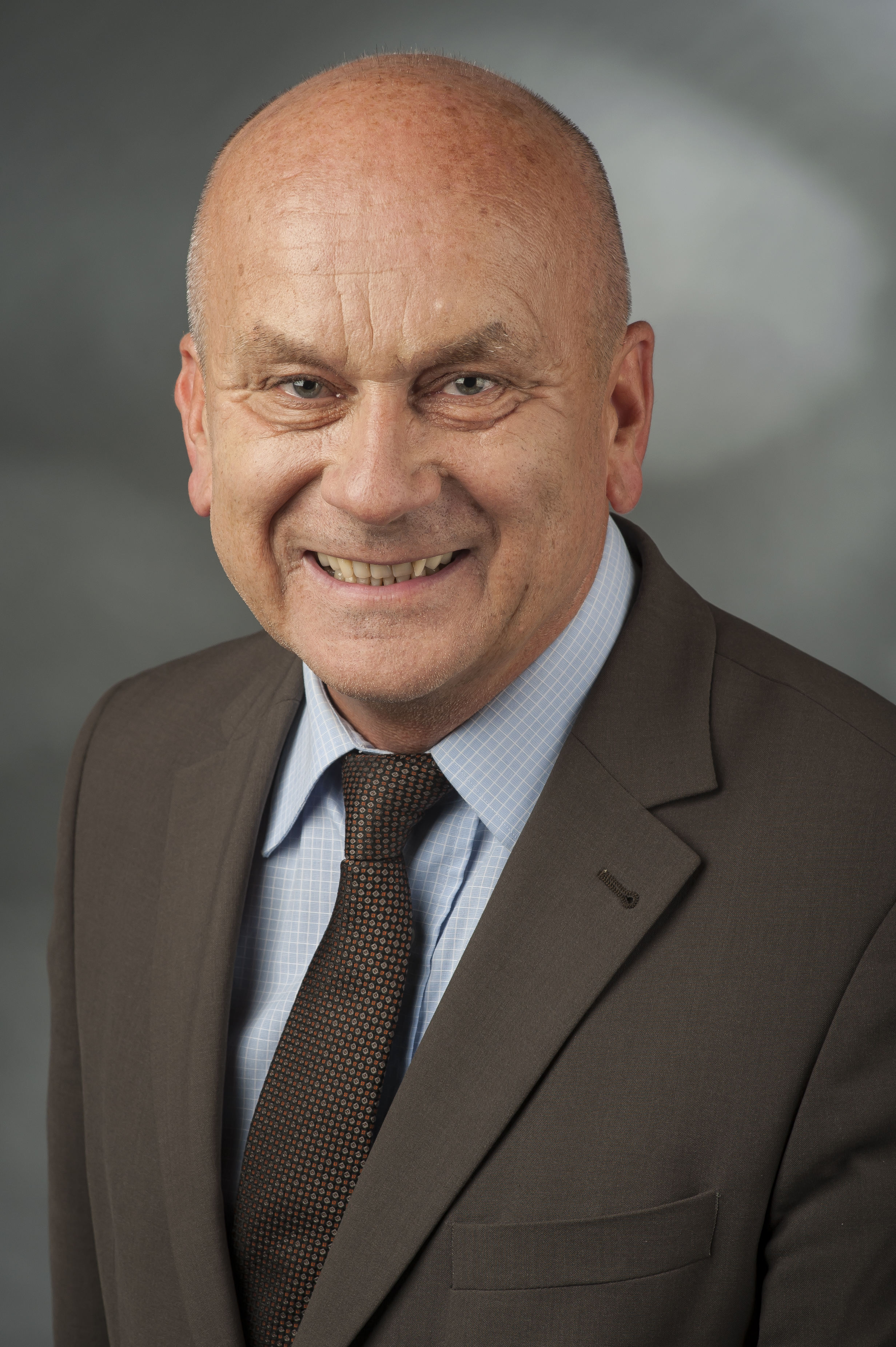
Manfred Grund (* 1955)

- Grund, Manuel (* 1988), deutscher Musikpädagoge, Dirigent und Komponist
- Grund, Maria (* 1975), schwedische Krimi-Schriftstellerin
- Grund, Norbert (1717–1767), böhmischer Maler des Rokoko
- Grund, Peter (1892–1966), deutscher Architekt und Hochschullehrer
- Grund, Petr (* 1970), tschechischer Fußballspieler
- Grund, Rainer (* 1959), deutscher Kunstwissenschaftler und Numismatiker
- Grund, Sámal Petur í (* 1958), färöischer Politiker des Sjálvstýrisflokkurin und des Framsókn
- Grund, Uwe (* 1952), deutscher Politiker (SPD), MdHB und Gewerkschaftsfunktionär
- Grund, Walter (1907–1986), deutscher Richter und Politiker
- Grund, Werner (1919–2006), deutscher Maler und Glasmaler
- Grund-Wittenberg, Alexandra (* 1971), deutsche evangelische Theologin auf dem Gebiet des Alten Testament
- Grundahl Hansen, Werner (1914–1952), dänischer Radrennfahrer
- Gründahl, Walter (* 1949), deutscher Tischtennisspieler und DTTB-Präsident
- Grundbacher, Corina (* 1996), Schweizer Unihockeyspielerin
- Grundbacher, Désirée (* 1983), Schweizer Fußballschiedsrichterin und Fußballspielerin
- Grundbacher, Willy (1907–1997), Schweizer Moderner Fünfkämpfer und Dressurreiter
- Grundberg, Hans (* 1977), schwedischer Diplomat, UN-Sondergesandter für Jemen
- Grundei, Albert, deutscher Politiker (LDP/DP)
- Grundei, Norbert (* 1973), deutscher Journalist und Medienmanager
- Grundei, Oliver (* 1970), deutscher Rechtswissenschaftler und politischer Beamter (CDU)
- Grundeis, Sigfrid (1900–1953), deutscher Pianist und Klavierpädagoge
- Grundel, Anton (* 1990), schwedischer Eishockeyspieler
- Gründel, Ernst Günther (1903–1946), deutscher Historiker und Kulturphilosoph
- Gründel, Heinz (* 1957), deutscher Fußballspieler
- Gründel, Hermann (1931–2013), deutscher Diplomat
- Gründel, Johannes (1929–2015), deutscher katholischer Theologe und Priester
- Gründel, Markus (* 1972), deutscher Geocacher und Fachbuchautor
- Gründel, Steffen (1955–2020), deutscher Polizeibeamter
- Grundel-Helmfelt, Simon (1617–1677), schwedischer Feldmarschall und Reichsrat
- Grundelius, Jonte (* 1975), schwedischer Snowboarder
- Grundemann von Falkenberg, Adam Anton (1624–1711), niederösterreichischer Landuntermarschall
- Gründemann, Eric (* 1998), deutscher Fußballspieler
- Grundemann, Reinhold (1836–1924), deutscher evangelischer Geistlicher und Missionswissenschaftler
- Gründemann, Sonja (* 1977), deutsche Schauspielerin, Sängerin, Moderatorin, Rednerin und Autorin
- Grundemann-Falkenberg, Ernst (1903–1987), österreichischer Land- und Forstwirt sowie Politiker (ÖVP), Abgeordneter zum Nationalrat, Mitglied des Bundesrates
- Grunden, Marian, deutscher Journalist
- Grundén, Per (1922–2011), schwedischer Opernsänger (Tenor) und Schauspieler
- Gründer, Gerhard, deutscher Psychiater und Psychotherapeut
- Grunder, Hans (* 1956), Schweizer Politiker (BDP)Hans Grunder (* 1956)

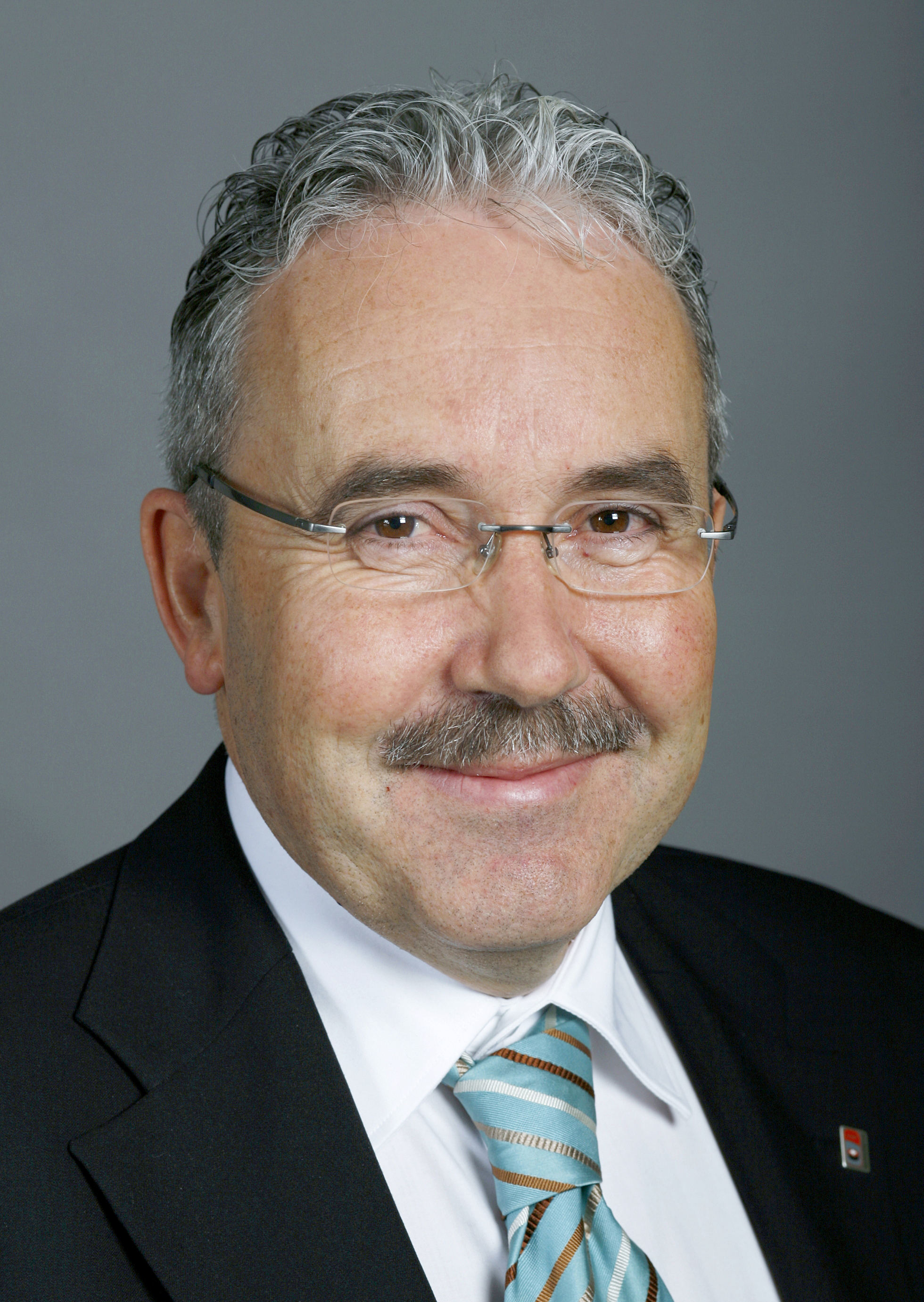
Hans Grunder (* 1956)

- Grunder, Hermann (* 1931), schweizerisch-US-amerikanischer Physiker
- Gründer, Horst (* 1939), deutscher Historiker
- Gründer, Jethro D. (* 1958), deutscher Schauspieler, Autor, Regisseur und Horseman
- Grunder, Karl (1880–1963), Schweizer Mundart-Schriftsteller
- Gründer, Karlfried (1928–2011), deutscher Philosoph und Philosophiehistoriker
- Grunder, Mariann (1926–2016), Schweizer Bildhauerin
- Gründer, Marianne (1907–1972), deutsche Politikerin (SPD), MdL
- Gründer, Martin (* 1988), deutscher Radrennfahrer
- Gründer, Nils (* 1997), deutscher Politiker (FDP)
- Gründer, Ralf (* 1955), deutscher Entwicklungshelfer, Fotograf, Multimedia-Produzent, Kameramann, Filmemacher und Buchautor
- Gründer, Werner (1902–1962), deutscher Bergingenieur und Hochschullehrer
- Grundey, Max (1856–1946), Geologe und Fossiliensammler
- Grundfeldt, Nanna (* 1984), finnisches Model
- Grundfest, Harry (1904–1983), US-amerikanischer Neurophysiologe
- Gründgens, Gustaf (1899–1963), deutscher Schauspieler, Regisseur und IntendantGustaf Gründgens (1899–1963)

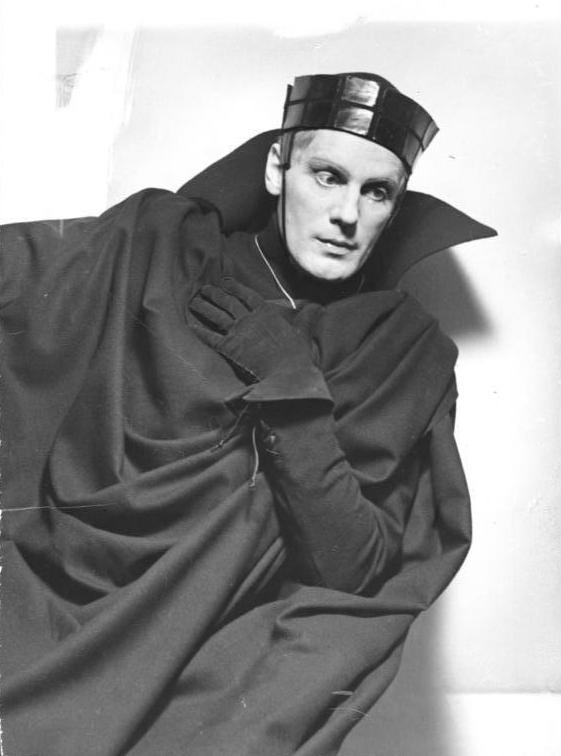
Gustaf Gründgens (1899–1963)

- Gründgens, Marita (1903–1985), deutsche Schauspielerin, Chansonnière und Kabarettistin
- Grundheber, Franz (* 1937), deutscher Opernsänger (Bariton)
- Grundherr zu Altenthann und Weiherhaus, Werner von (1888–1962), deutscher Diplomat
- Grundherr, Adolf von (1848–1908), deutscher Maler, Zeichner und Entwerfer
- Grundies, Ariane (* 1979), deutsche Schriftstellerin
- Grundies, Björn (* 1974), deutscher Schauspieler
- Grundig, Christoph Gottlob (1707–1780), deutscher evangelischer Theologe, Mineraloge und Publizist
- Grundig, Clemens († 1939), deutscher Zeichner und Bildhauer
- Grundig, Hans (1901–1958), deutscher Maler und Graphiker
- Grundig, Johann Zacharias (1669–1720), Kreuzkantor
- Grundig, Lea (1906–1977), deutsche Malerin und Grafikerin, Präsidentin des Verbandes Bildender Künstler der DDR
- Grundig, Max (1908–1989), deutscher Unternehmer, Gründer der Grundig AGMax Grundig (1908–1989)

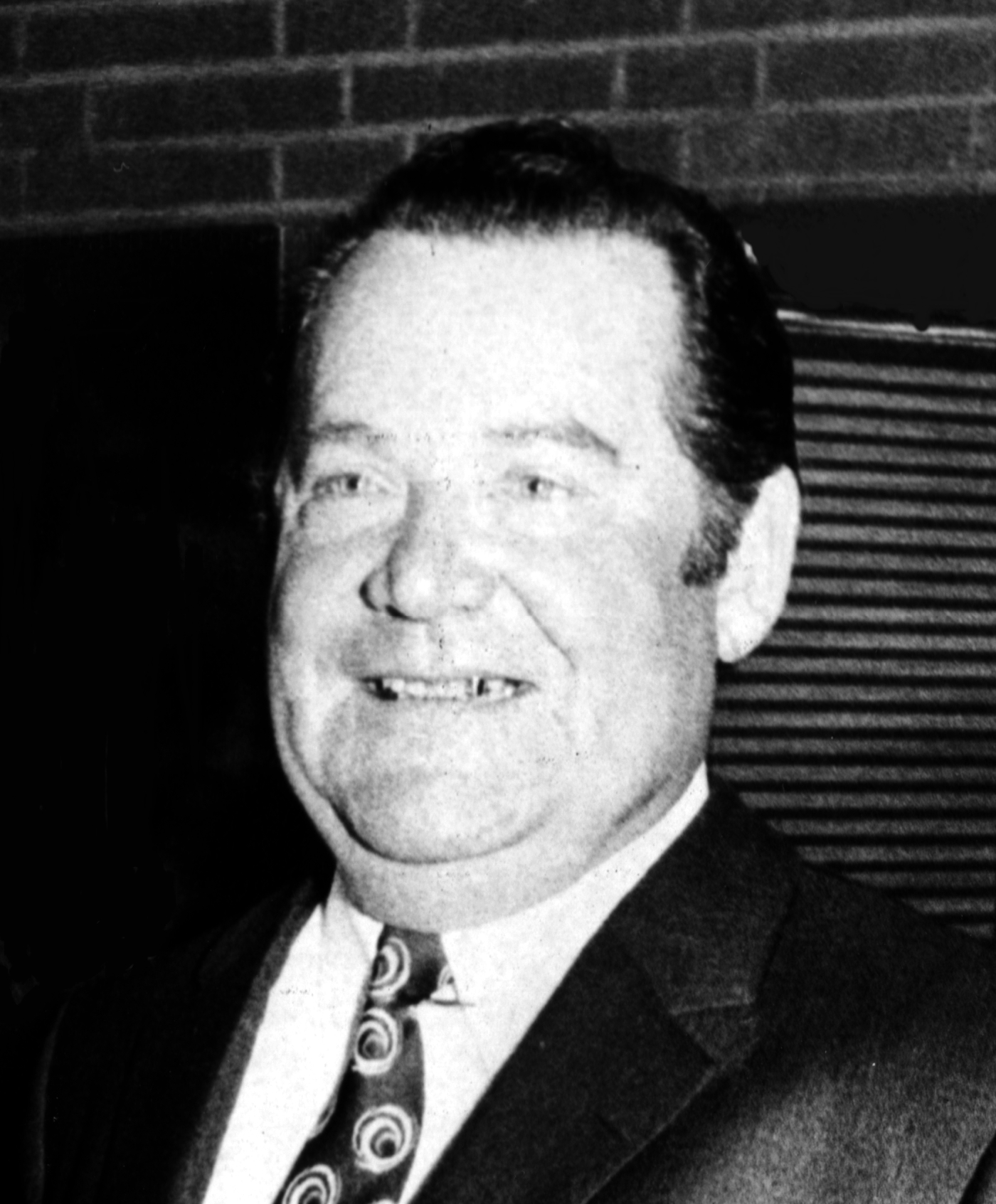
Max Grundig (1908–1989)

- Gründing, Lisa (* 1991), deutsche Volleyballspielerin
- Gründinger, Wolfgang (* 1984), deutscher Aktivist, Journalist und Publizist
- Grundisch, Carole (* 1986), französische Tischtennisspielerin
- Grundke, Susanne (* 1971), deutsche Pflegepädagogin, Hochschullehrerin und Mitglied der Fachkommission nach dem Pflegeberufegesetz
- Grundl, Boris (* 1965), deutscher Sachbuchautor, Vortragsredner und ManagementtrainerBoris Grundl (* 1965)
- Grundl, Christian (* 1985), deutscher Koch

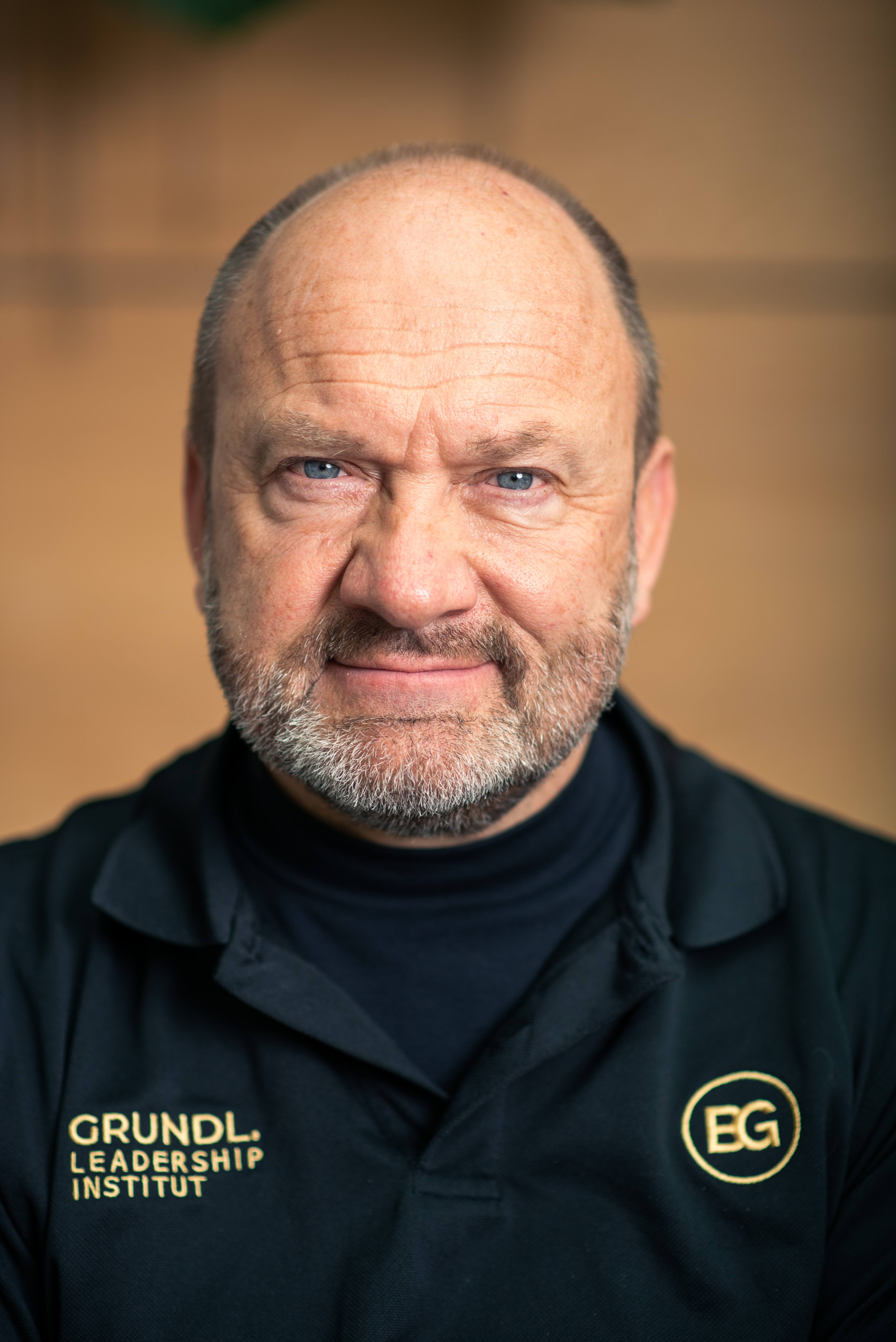
Boris Grundl (* 1965)

- Grundl, Erhard (* 1963), deutscher Politiker (Bündnis 90/Die Grünen), MdB
- Gründl, Helmut (* 1963), deutscher Wirtschaftswissenschaftler, Hochschullehrer
- Gründl, Johann Benedict (1655–1705), deutscher Arzt, praktischer Arzt in Marburg in der Steyermark und Mitglied der Gelehrtenakademie „Leopoldina“
- Gründl, Max (1896–1976), deutscher Kommunalpolitiker, Oberbürgermeister von Ingolstadt
- Gründler, Alexander (* 1993), österreichischer Fußballspieler
- Gründler, Anton (1829–1894), deutscher Richter und Abgeordneter
- Gründler, Beatrice (* 1964), deutsche Arabistin
- Grundler, Friedrich von (1788–1869), deutscher Maschinenbauer und Konstrukteur
- Gründler, Gerhard E. (1930–2012), deutscher Journalist
- Gründler, Gottfried August (1710–1775), deutscher Maler, Zeichner, Kupferstecher, Kunsthandwerker und Naturforscher
- Gründler, Hartmut (1930–1977), deutscher Lehrer und Autor
- Gründler, Henry (* 1959), deutscher Fernsehmoderator, Comedian und Schauspieler
- Gründler, Hermann (1897–1973), deutscher Politiker (USPD, SPD), MdL
- Gründler, Johann Baptista, Mediziner in Ober-Ungarn und Mitglied der Gelehrtenakademie Leopoldina
- Gründler, Johann Ernst (1677–1720), deutscher Missionar
- Gründler, Johann Jeremias (1681–1753), deutscher Münzmeister, Bergrat und Oberzehntner
- Grundler, Jürgen (* 1955), deutscher Biathlet, Opfer des DDR-Zwangsdopings
- Gründler, Karl August (1769–1843), deutscher Rechtswissenschaftler und Hochschullehrer
- Gründler, Karl von (1819–1898), preußischer Generalmajor
- Grundler, Louis-Sébastien (1774–1833), französischer Ebenist und Generalleutnant
- Gründler, Martin (1918–2004), deutscher Gesangspädagoge und Hochschullehrer
- Gründler, Martin (* 1986), österreichischer Fußballspieler
- Gründler, Matthias (* 1965), deutscher Manager
- Grundler, Nina (* 1989), nauruische Leichtathletin
- Gründler, Oskar (1876–1947), deutscher Lehrer und Politiker (DDP)
- Gründler, Otto (1826–1893), deutscher Mediziner und Naturforscher
- Gründler, Otto (1894–1961), deutscher Journalist, Redakteur, Chefredakteur, Publizist und Schriftsteller
- Gründlinger, Michael (1791–1881), österreichischer Jurist und Politiker
- Grundman, Clare (1913–1996), US-amerikanischer Komponist und Arrangeur
- Grundmann, Alfred (1906–1955), deutscher Politiker (CDU), MdL
- Grundmann, Arthur (1920–1987), deutscher Politiker (FDP), MdB
- Grundmann, Birgit (* 1959), deutsche Juristin
- Grundmann, Carl (1818–1878), österreichischer Erfinder und Unternehmer
- Grundmann, Christian Wilhelm (1703–1767), preußischer Obergerichtsrat in der Uckermark
- Grundmann, Christoffer Hinrich (* 1950), deutscher evangelischer Theologe
- Grundmann, Christoph (1908–2003), deutscher Chemiker
- Grundmann, Claudia (* 1976), deutsche Eishockeyspielerin
- Grundmann, Ekkehard (1921–2022), deutscher Onko-Pathologe
- Grundmann, Elisabeth (1941–2013), deutsche Hispanistin, Erwachsenenpädagogin und Migrationsforscherin
- Grundmann, Emil Otto (1844–1890), deutsch-amerikanischer Maler
- Grundmann, Ernst (1861–1924), deutscher Jurist und Parlamentarier
- Grundmann, Franz (1863–1921), deutschböhmischer Aktivist
- Grundmann, Friedhelm (1925–2015), deutscher Architekt
- Grundmann, Friedrich Wilhelm (1804–1887), deutscher Bergwerks- und Hüttendirektor
- Grundmann, Fritz (1885–1952), deutscher Lehrer und Heimatforscher
- Grundmann, Gunnar (* 1973), deutscher Fußballtorwart
- Grundmann, Günther (1892–1976), deutscher Kunsthistoriker und Autor
- Grundmann, Hedwig (1894–1987), deutsche Malerin, Grafikerin, Exlibris-Künstlerin und Kunsterzieherin
- Grundmann, Heidi (* 1938), österreichische Hörfunkjournalistin
- Grundmann, Helmut (1920–2009), deutscher Baptistenpastor
- Grundmann, Herbert (1902–1970), deutscher Historiker
- Grundmann, Herbert (1913–1981), deutscher Buchhändler, Verleger und Buch- und Musikwissenschaftler
- Grundmann, Hilmar (* 1938), deutscher Sprachdidaktiker
- Grundmann, Jakob Friedrich (1727–1800), deutscher Holzblasinstrumentenmacher
- Grundmann, Józef (1934–1991), polnischer Radrennfahrer und Radsporttrainer
- Grundmann, Konrad (1925–2009), deutscher Politiker (CDU), MdL
- Grundmann, Marius (* 1964), deutscher Hochschullehrer und Physiker
- Grundmann, Matthias (* 1959), deutscher Soziologe
- Grundmann, Max (* 1998), deutscher Fußballspieler
- Grundmann, Nicolas (* 1977), deutscher Basketballfunktionär und ehemaliger -spieler
- Grundmann, Norbert (1940–2009), deutscher Redakteur und Moderator
- Grundmann, Olaf (* 1968), deutscher Eishockeytorwart
- Grundmann, Oliver (* 1971), deutscher Politiker (CDU), MdBOliver Grundmann (* 1971)

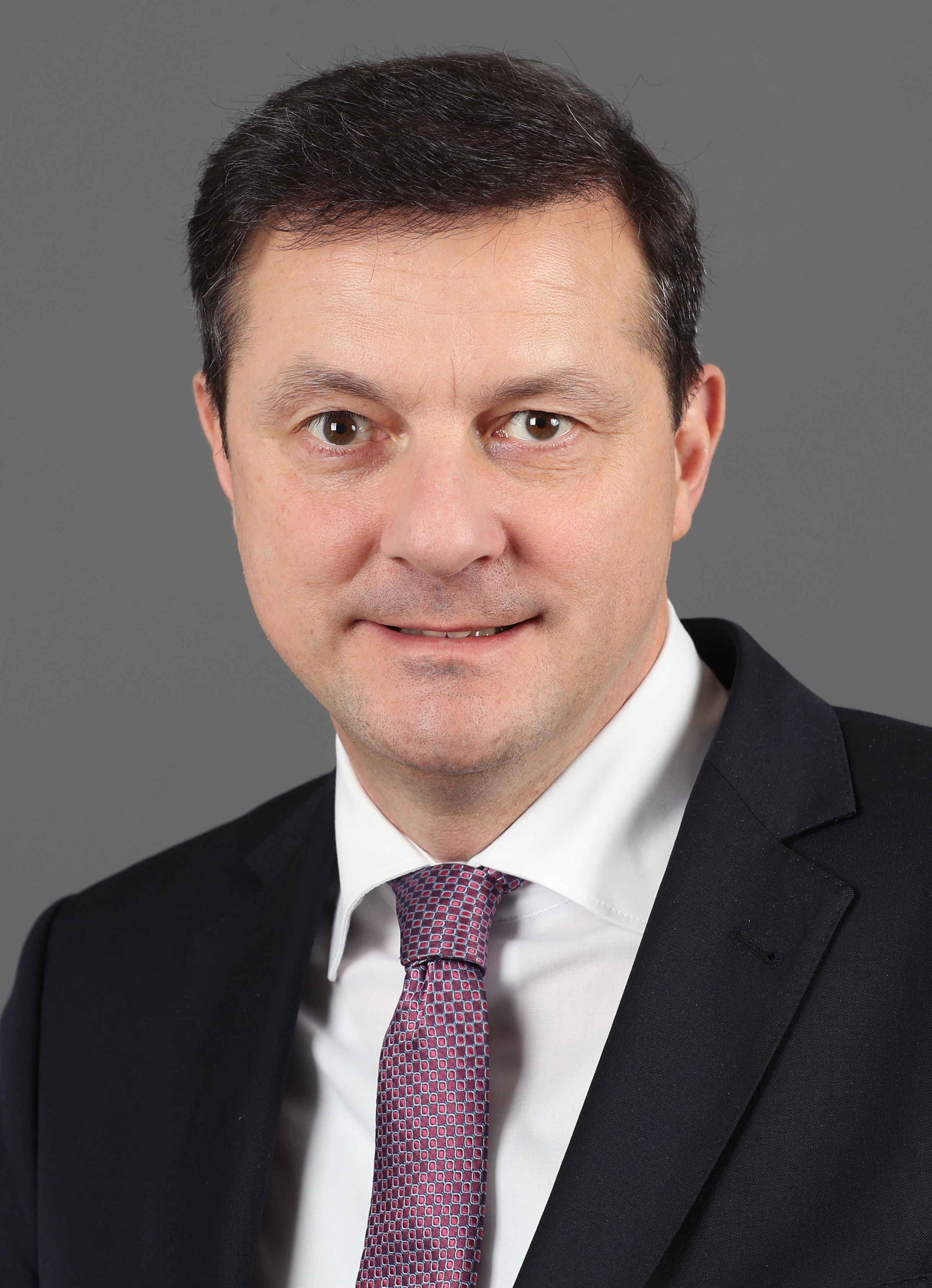
Oliver Grundmann (* 1971)

- Grundmann, Regina (* 1978), deutsche Judaistin und Hochschullehrerin
- Grundmann, Reiner (* 1955), deutscher Soziologe und Professor an der University of Nottingham
- Grundmann, Reinhart (* 1944), deutscher Chirurg
- Grundmann, Robert (1878–1933), deutscher Jurist und Politiker (DVP), MdL
- Grundmann, Siegfried (1938–2021), deutscher Soziologe und Historiker
- Grundmann, Stefan (* 1958), deutscher Rechtswissenschaftler
- Grundmann, Stefan (* 1977), deutscher American-Football-Spieler
- Grundmann, Thomas (* 1960), deutscher Philosoph, Hochschullehrer in Köln
- Grundmann, Thomas (* 1970), deutscher Künstler
- Grundmann, Traute (1939–2005), deutsche Politikerin (CDU), MdL
- Grundmann, Walter (1906–1976), deutscher evangelischer Theologe, NSDAP-Mitglied und Stasi-IM
- Grundmann, Werner (1902–1987), deutscher Maler, Kunsthistoriker und Autor
- Grundmann, Wilhelm, deutscher Ringer
- Grundmann, Wolfgang (* 1948), deutscher Terrorist der Rote Armee Fraktion
- Grundmayr, Franz (1750–1823), deutscher Geistlicher und Schriftsteller
- Grundner, Albert (1825–1889), deutscher Fotograf
- Grundner, Christian (* 1968), deutscher Ultramarathonläufer
- Grundner, Georg von (1813–1893), bayerischer Verwaltungsjurist und Abgeordneter der Frankfurter Nationalversammlung
- Grundner, Michael, österreichischer Lichtdesigner
- Grundner, Paul (1852–1919), deutscher Fotograf
- Grundner, Reinhart (* 1948), österreichischer Moderator, Regisseur und Medienmacher
- Grundner-Culemann, Alexander (1885–1981), deutscher Forstmann und Politiker; Oberbürgermeister der Stadt Goslar (1952–1958)
- Grundnigg, Thomas (* 1977), österreichischer Medienkünstler und Hochschullehrer
- Gründorfer, Wilhelm (1910–2000), österreichischer Kommunist, Arzt und Journalist
- Grundschöttel, Eduard (1838–1906), deutscher Jurist im Kirchendienst und Konsistorialpräsident
- Grundsten, Nicklas (* 1983), schwedischer Handballspieler
- Grundt, Cecilie (* 1991), norwegische Jazzmusikerin (Saxophone, Komposition)
- Grundt, Julian (* 1988), deutscher Fußballspieler
- Grundt, Lena (* 2004), deutsche Volleyballspielerin
- Grundtner, Markus (* 1985), österreichischer Schriftsteller
- Grundtvig, Nikolai Frederik Severin (1783–1872), dänischer Schriftsteller, Theologe, Patriot und Politiker, Mitglied des FolketingNikolai Frederik Severin Grundtvig (1783–1872)

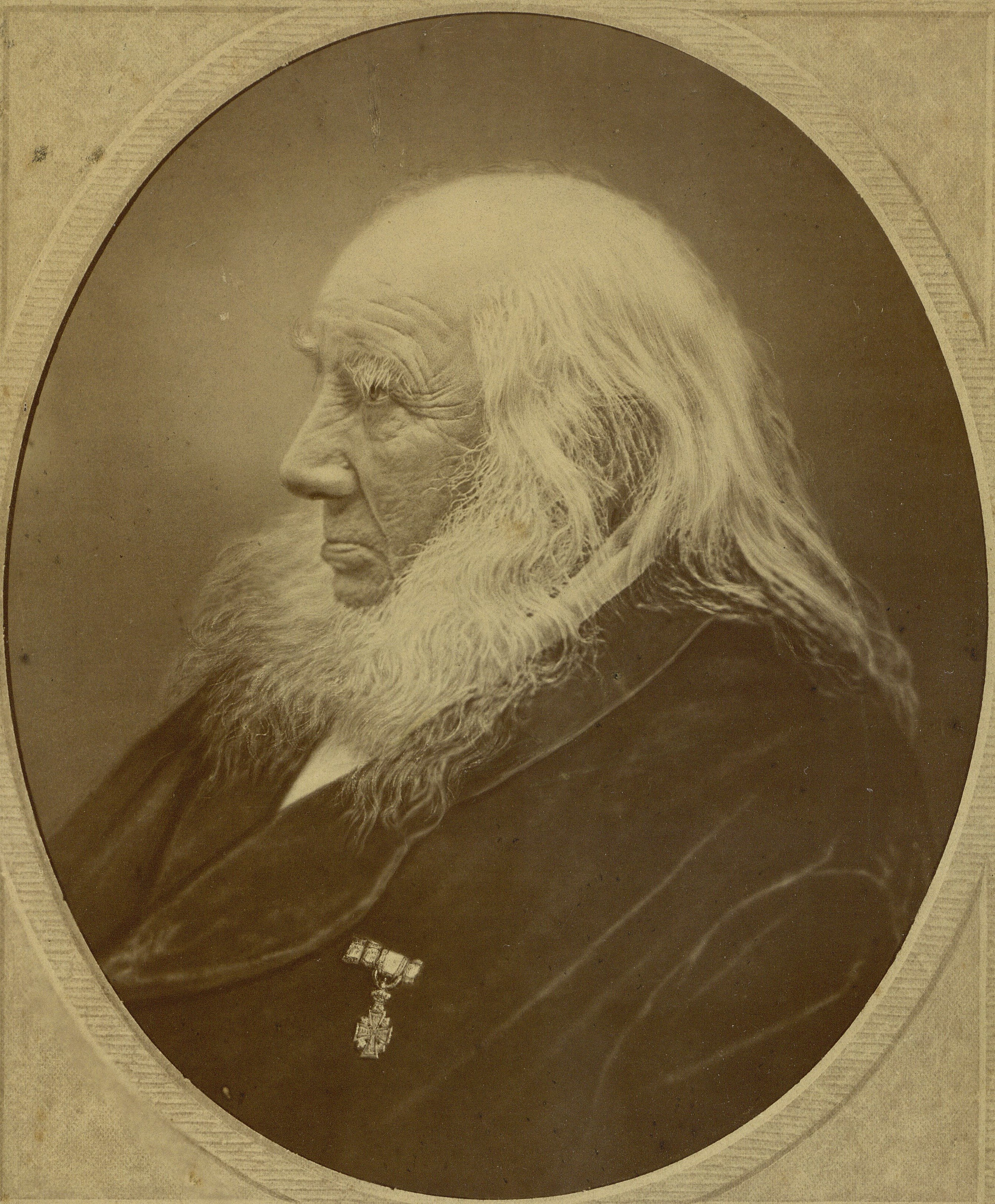
Nikolai Frederik Severin Grundtvig (1783–1872)

- Grundtvig, Svend (1824–1883), dänischer Literaturwissenschaftler und Volkskundler
- Grundvall, Maria (* 1976), finnlandschwedische Schriftstellerin
- Grundwald, Leopold (1891–1969), österreichischer Fußballspieler
- Grundwalt, Franz (* 1940), österreichischer Politiker (ÖVP)
- Grundy, Bill (1923–1993), britischer Fernsehmoderator
- Grundy, Felix (1777–1840), US-amerikanischer Jurist und Politiker
- Grundy, Frances (* 1942), britische Informatikerin und Hochschullehrerin, Genderforscherin
- Grundy, Joseph R. (1863–1961), US-amerikanischer Politiker (Republikanische Partei)
- Grundy, Patrick Michael (1917–1959), britischer Mathematiker
- Grundy, Reg (1923–2016), australischer Medien- und TV-Mogul
- Grundy, Rueben, US-amerikanischer Schauspieler
- Grundy, Stephan (1967–2021), US-amerikanischer Schriftsteller

### Grune
- Grüne, Anna-Lena (* 2001), deutsche Beachvolleyballspielerin
- Grüne, Hardy (* 1962), deutscher Autor
- Grune, Karl (1885–1962), österreichischer Filmregisseur
- Grüne, Matthias (* 1963), deutscher Generalarzt des Heeres der Bundeswehr
- Grune, Richard (1903–1984), deutscher Maler und Grafiker
- Grune, Wilhelm (1839–1919), deutscher Unternehmer, Kommunalpolitiker und Freimaurer

#### Gruneb
- Grünebach, Hans-Peter (* 1948), deutschsprachiger Schriftsteller und Triathlet
- Grünebaum, Elias (1807–1893), deutscher Rabbiner und Historiker
- Grunebaum, Fritz (1913–1992), deutsch-amerikanischer Unternehmer
- Grunebaum, Gustave E. von (1909–1972), österreichisch-amerikanischer Arabist und Orientalist
- Grünebaum, Kurt (1910–1988), deutscher Journalist
- Grüneberg, August Wilhelm (1787–1837), deutscher Orgelbauer
- Grüneberg, Barbara (* 1970), deutsche Juristin und Richterin am Bundesgerichtshof
- Grüneberg, Barnim (1828–1907), deutscher Orgelbauer
- Grüneberg, Bernhard (1861–1935), deutscher Arzt
- Grüneberg, Christian (* 1960), deutscher Jurist und Richter am Bundesgerichtshof
- Grüneberg, Felix (1876–1945), deutscher Orgelbauer in Finkenwalde bei Stettin
- Grüneberg, Georg Friedrich (1752–1827), deutscher Orgelbauer in Stettin
- Grüneberg, Gerhard (1921–1981), deutscher SED-Funktionär, MdVGerhard Grüneberg (1921–1981)

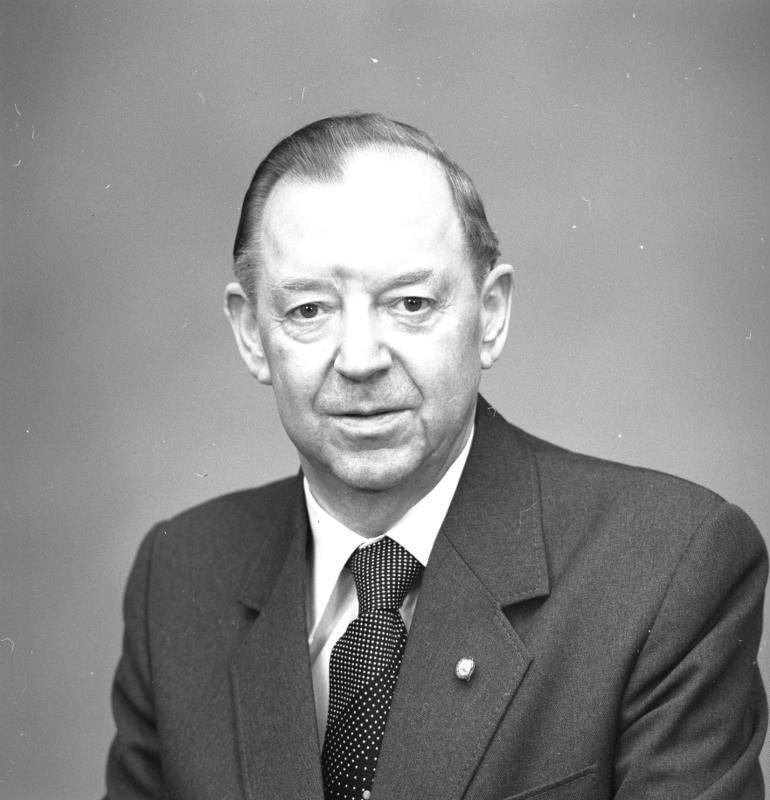
Gerhard Grüneberg (1921–1981)

- Grüneberg, Hans (1899–1991), deutscher Politiker (NSDAP), MdR
- Grüneberg, Hans (1907–1982), deutsch-britischer Genetiker
- Grüneberg, Hermann (1827–1894), deutscher Chemiker und Unternehmer
- Grüneberg, Johann Heinrich (1819–1872), deutscher Koch und Präservenfabrikant
- Grüneberg, Johann Wilhelm (1751–1808), deutscher Orgelbauer
- Grüneberg, Otto (1908–1931), deutscher Kommunist, Mordopfer der SA
- Grüneberg, Philipp (* 1992), deutscher Fußballspieler
- Grüneberg, Philipp Wilhelm (1710–1777), deutscher Orgelbauer in Zerbst, Magdeburg und Belgard
- Grüneberg, Richard (1862–1926), deutscher Unternehmer
- Grüneberg, Theodor (1901–1979), deutscher Dermatologe und Hochschullehrer
- Grüneberger, Ralph (* 1951), deutscher Schriftsteller und Lyriker

#### Grunef
- Grünefeld, Fritz (* 1932), deutscher Radrennfahrer
- Grünefeldt, Alfred (* 1941), deutscher Kunstturner
- Grünefeldt, Hans-Otto (1915–1991), deutscher Fernsehproduzent und Fernseh-Programmdirektor

#### Grunei
- Grüneis, Paul (1908–1972), österreichischer Internist
- Grüneisen, Carl (1802–1878), deutscher Dichter und Theologe
- Grüneisen, Eduard (1877–1949), deutscher Physiker

#### Grunek
- Grüneklee, Alfred (1878–1965), deutscher Postbeamter und Präsident verschiedener Reichspostdirektionen
- Grüneklee, Friedrich (1856–1936), deutscher Fechtmeister an der Albertus-Universität
- Grüneklee, Gerald (* 1965), deutscher Verleger, Publizist und Buchhändler
- Grüneklee, Klaus (* 1938), deutscher Kirchenjurist, Vizepräsident des Landeskirchenamt Hannover

#### Grunel
- Grunelius, Alexander von (1869–1938), deutscher Beamter und Politiker (DNVP)
- Grunelius, Carl Alexander (1834–1882), deutscher Unternehmer
- Grunelius, Elisabeth von (1895–1989), deutsche Pädagogin, Urkindergärtnerin der Waldorfpädagogik
- Grunelius, Ernst von (1864–1943), bayerischer Diplomat
- Grunelius, Helene von (1897–1936), deutsche anthroposophische Ärztin
- Grunelius, Joachim Andreas (1776–1852), deutscher Bankier und Abgeordneter
- Grunelius, Moritz Eduard (1803–1846), deutscher Bankier und Politiker der Freien Stadt Frankfurt

#### Grunem
- Grunemann, Rudolf (1906–1981), deutscher Maler, Grafiker, Illustrator und Holzschneider

#### Grunen
- Grunenberg, Antonia (* 1944), deutsche Politikwissenschaftlerin
- Grunenberg, Arthur (1880–1952), deutscher Maler, Grafiker und Illustrator
- Grunenberg, Christoph (* 1962), deutscher Kunsthistoriker und Kurator
- Grünenberg, Conrad, deutscher Heraldiker und Bürgermeister von Konstanz und Jerusalempilger
- Grunenberg, Daniel (* 1988), deutscher Singer-Songwriter
- Grunenberg, Elisabeth (* 1954), deutsche Politikerin (SPD), MdBB
- Grunenberg, Horst (1928–2006), deutscher Politiker (SPD), MdB
- Grunenberg, Horst (1942–2013), deutscher Fußballtorhüter
- Grünenberg, Johann Peter (1668–1712), deutscher Hochschullehrer, Professor für Theologie
- Grunenberg, Jörg (* 1967), deutscher Chemiker und Hochschullehrer
- Grunenberg, Klaus (* 1939), deutscher Lyriker und Autor
- Grunenberg, Niels (* 1975), deutscher Behindertensportler
- Grunenberg, Nina (1936–2017), deutsche Journalistin und Buchautorin
- Grunenberg, Rucy (* 2006), deutsche Fußballspielerin
- Grunendahl, Wilfried (* 1952), deutscher Politiker (CDU), MdL
- Grünenfelder, Andy (* 1960), Schweizer Skilangläufer
- Grünenfelder, Corina (* 1975), Schweizer Skirennläuferin
- Grünenfelder, Emil (1873–1971), Schweizer Jurist und Politiker (CVP)
- Grünenfelder, Hans-Peter (* 1946), Schweizer Forscher, Netzwerker und Autor
- Grünenfelder, Jürg (* 1967), Schweizer Herzchirurg
- Grünenfelder, Jürg (* 1974), Schweizer Skirennfahrer
- Grünenfelder, Marc (1928–2017), Schweizer Geologe und Hochschullehrer
- Grünenfelder, Rafael (* 1999), liechtensteinischer Fussballspieler
- Grünenfelder, Tobias (* 1977), Schweizer Skirennfahrer
- Grünenstein, Wolfgang von († 1557), deutscher Abt, Fürstabt im Fürststift Kempten (1535–1557)
- Grünenwald, Alexander Rudolf (1849–1890), deutscher Genre- und Historienmaler
- Grünenwald, Elisabeth (1921–2018), deutsche Kunsthistorikerin und Archivarin
- Grunenwald, Franz (1861–1931), deutscher Jurist, Diplomat und Gesandter
- Grünenwald, Jakob (1821–1896), deutscher Historien- und Genremaler
- Grunenwald, Jean-Jacques (1911–1982), französischer Organist, Komponist und Musikpädagoge
- Grünenwald, Lukas (1858–1937), deutscher Lehrer und Heimatforscher
- Grünenwald-Reimer, Evi (* 1964), Schweizer Schachspielerin
- Grünenwaldt, Martha (1910–2008), belgische Künstlerin der Art brut

#### Gruner
- Grüner, Amata (1893–1964), deutsche Ordensschwester
- Gruner, Andreas, Rhetoriker
- Grüner, Andreas (* 1973), deutscher Klassischer Archäologe
- Gruner, August Heinrich (1761–1848), deutscher Politiker und Mineraloge
- Gruner, August Wilhelm (1778–1859), deutscher Überseekaufmann und Reeder
- Gruner, Bernhard (* 1949), deutscher Radrennfahrer
- Gruner, Carl (1865–1924), deutscher Politiker (DVP)
- Gruner, Carl (1876–1967), deutscher Ingenieur und Kommunalpolitiker (NSDAP)
- Gruner, Christian Gottfried (1744–1815), deutscher Mediziner und Historiker
- Gruner, Christian Gottlieb (1816–1870), deutscher Gutsbesitzer und Politiker, MdL
- Gruner, Christian Heinrich (1814–1889), Landtagsabgeordneter Waldeck
- Gruner, Christian Siegfried (1774–1855), Überseekaufmann und Papierfabrikant
- Gruner, Christoph (1551–1606), deutscher lutherischer Theologe
- Grüner, Christoph Sigismund (1757–1808), deutscher Schauspieler und Schriftsteller
- Gruner, Dieter (* 1953), deutscher Journalist und Autor
- Gruner, Eduard (1905–1984), Schweizer Ingenieur und Verkehrsplaner
- Gruner, Elioth (1882–1939), australischer Maler
- Gruner, Erich (1881–1966), deutscher Grafiker, Maler, Zeichner, Illustrator und Karikaturist
- Grüner, Erich (1909–1995), deutscher Hotelier und Politiker (BCSV, CDU), MdL
- Gruner, Erich (1915–2001), Schweizer Historiker und Politologe
- Gruner, Ernst (1853–1925), deutscher Verwaltungsbeamter
- Gruner, Friedrich Andreas (1773–1825), deutscher evangelischer Prediger, Konsistorialrat
- Grüner, Gabriel (1963–1999), italienischer Journalist
- Gruner, Georg (1801–1876), deutscher lutherischer Pastor, Superintendent in Osnabrück
- Grüner, Gerd (* 1955), deutscher Politiker (SPD)
- Gruner, Gerti, deutsche Filmeditorin
- Gruner, Gottfried (1923–2011), deutscher Bildhauer
- Gruner, Gottlieb Anton (1778–1844), deutscher Pädagoge und Autor
- Gruner, Gottlieb Sigmund (1717–1778), Schweizer Naturforscher der Aufklärung (Geologe, Mineraloge)
- Gruner, Günter (1931–2024), deutscher Architekt
- Grüner, Günter (1942–2016), deutscher Politiker (CDU), MdL
- Grüner, Gustav (1924–1988), deutscher Berufspädagoge und Hochschullehrer
- Grüner, Gustava Louise Georgia Emilie (1870–1929), dänische Malerin
- Gruner, Hans (1841–1917), Hochschullehrer für Geologie und Mineralogie
- Gruner, Hans (1865–1943), deutscher Afrikaforscher und Kolonialbeamter in Togo
- Grüner, Hans Peter (* 1966), deutscher Wirtschaftswissenschaftler
- Gruner, Hans-Eckhard (1926–2006), deutscher Zoologe, Entomologe und Kurator
- Gruner, Heinrich Eduard (1873–1947), Schweizer Bauingenieur
- Gruner, Helmut (* 1927), deutscher Fußballspieler
- Grüner, Herbert (1935–2023), österreichischer Fußballschiedsrichter
- Grüner, Herbert (* 1959), deutscher Wirtschafts- und Erziehungswissenschaftler
- Gruner, Horst (* 1959), deutscher Diplomat
- Grüner, Hugo (* 1895), deutscher NS-Regionalpolitiker
- Gruner, Isa (1897–1989), deutsche Sozialarbeiterin
- Grüner, Isidor (* 1976), österreichischer Freestyle-Skisportler
- Gruner, Jacqueline (1907–1945), französische Autorin, Mitglied der Résistance und KZ-Häftling
- Grüner, Jakob (* 1986), österreichischer Politiker (ÖVP)
- Grüner, Jens (* 1965), deutscher Motorradsportler und Six-Days-Gewinner
- Gruner, Joachim (1933–2011), deutscher Komponist
- Gruner, Johann Friedrich (1723–1778), deutscher evangelischer Theologe, Historiker, Rhetoriker und Pädagoge
- Gruner, Johann Gerhard (1734–1790), deutscher Jurist und Historiker
- Gruner, Johann Rudolf (1680–1761), Schweizer Pfarrer, Sammler und Chronist
- Gruner, Johann Samuel von (1766–1824), Schweizer Geologe und Wissensvermittler in Bayern
- Gruner, John W. (1890–1981), US-amerikanischer Mineraloge
- Grüner, Joseph Sebastian (1780–1864), Jurist, Magistrats- und Kriminalrat, Heimat- und Volkstumsforscher des Egerlandes, Freund des Dichters Johann Wolfgang von Goethe
- Gruner, Julia (* 1984), deutsche Künstlerin
- Gruner, Jürgen (* 1930), deutscher Verlagsleiter und Kulturpolitiker in der DDR
- Gruner, Justus von (1777–1820), preußischer Geheimer Staatsrat und hochrangiger Staatsmann
- Gruner, Justus von (1807–1885), preußischer Beamter und liberaler Politiker
- Gruner, Karl Friedrich Gerhard (1768–1837), deutscher Kaufmann und Politiker
- Gruner, Klaus (* 1952), deutscher Handballspieler
- Gruner, Lila (1870–1950), österreichische Malerin
- Grüner, Lothar (* 1951), deutscher Radrennfahrer
- Gruner, Ludwig (1801–1882), deutscher Kupferstecher
- Grüner, Lukas (* 1981), österreichischer Snowboarder
- Grüner, Martin (1929–2018), deutscher Jurist und Politiker (FDP), MdB
- Gruner, Martin (* 1968), deutscher parteiloser Politiker
- Grüner, Mathias (* 1954), deutscher Fußballspieler
- Gruner, Michael (1945–2021), deutscher Regisseur und Intendant
- Grüner, Oliver (* 1966), deutscher Ruderer
- Gruner, Olivier (* 1960), französischer Schauspieler
- Grüner, Oskar (1867–1921), österreichischer Dekorations- und Architekturmaler
- Grüner, Oskar (1919–2001), deutscher Rechtsmediziner
- Gruner, Paul (1869–1957), Schweizer Physiker
- Gruner, Paul (1890–1947), deutscher Politiker (KPD, später SED)
- Gruner, Paul-Hermann (* 1959), deutscher Politikwissenschaftler, Schriftsteller, Journalist und bildender Künstler
- Gruner, Richard (1925–2010), deutscher Verleger und Unternehmer
- Grüner, Roland (* 1963), deutscher Fußballtorwart
- Gruner, Ronald (* 1960), deutscher Schriftsteller, Elektromonteur und Diplompolitologe
- Gruner, Rudi (1909–1984), deutscher Maler und Zeichner
- Grüner, Stefan (* 1964), deutscher Historiker
- Gruner, Sybille (* 1969), deutsche Handballspielerin und -trainerin
- Grüner, Theo (1976–2010), österreichischer Fußballspieler
- Gruner, Traute (1924–2025), deutsche KünstlerinTraute Gruner (1924–2025)

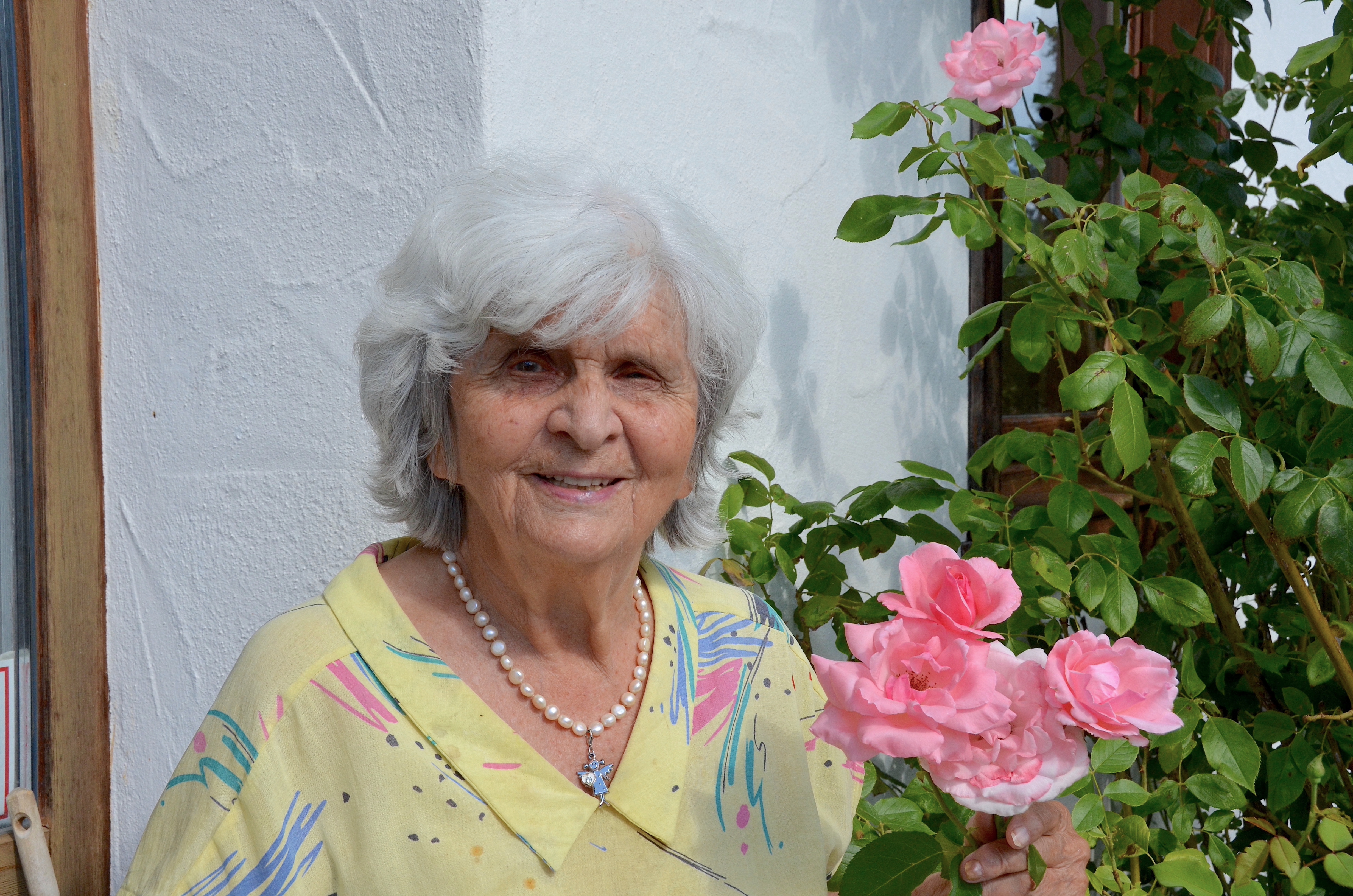
Traute Gruner (1924–2025)

- Gruner, Ueli (* 1950), Schweizer Geologe
- Grüner, Vincenz (1771–1832), Kupferstecher und Schriftsteller
- Gruner, Walter (1883–1961), deutscher Architekt und Restaurator
- Gruner, Werner (1904–1995), deutscher Ingenieur, Konstrukteur und Hochschullehrer
- Grüner, Wilhelm (1891–1919), evangelisch-lutherischer Geistlicher, deutsch-baltischer Märtyrer
- Gruner, Wilhelm L. (* 1888), deutscher Komponist
- Gruner, Wolf (* 1960), deutscher Historiker
- Gruner, Wolf D. (* 1944), deutscher Historiker
- Gruner, Wolfgang (1926–2002), deutscher Kabarettist, Schauspieler und Regisseur
- Grüner-Hegge, Odd (1899–1973), norwegischer Komponist, Pianist und Dirigent
- Grünert, Bernhard (1906–1997), deutscher Politiker (SED) und Landwirtschaftsmanager in der DDR
- Grunert, Carl (1865–1918), deutscher Schriftsteller
- Grunert, Cathleen (* 1972), deutsche Pädagogin
- Grunert, Christian (1900–1975), deutscher Gärtner und Schriftsteller
- Grunert, Christoph (* 1970), deutscher Schauspieler
- Grünert, Eugen (1856–1910), deutscher Landschaftsmaler der Düsseldorfer Schule
- Grunert, Freddy Paul (* 1959), deutscher Künstler und Kurator
- Grunert, Fritz (1930–2001), deutscher Politiker (SPD), MdL
- Grunert, George (1881–1971), US-amerikanischer Militär, Generalleutnant der US Army
- Grünert, Gerald (* 1956), deutscher Politiker (Die Linke), MdL
- Grünert, Harald (1902–1990), deutscher Schauspieler und Hörspielsprecher
- Grünert, Heinz (1927–2010), deutscher Prähistoriker
- Grunert, Hildegard (1920–2013), deutsche Malerin und Keramikerin
- Grunert, Horst (1928–2005), deutscher Diplomat, Botschafter der DDR
- Grunert, Jakob (* 1980), deutscher Filmkomponist, Musiker und Regisseur
- Grunert, Johann August (1797–1872), deutscher Mathematiker
- Grunert, Jörg (* 1945), deutscher Geograph und Geomorphologe
- Grunert, Julius Theodor (1809–1889), deutscher Forstwissenschaftler, Leiter der Forstakademie Eberswalde, zuletzt Oberforstmeister in Trier, Herausgeber der Forstlichen Blätter
- Grunert, Karl (1810–1869), deutscher Theaterschauspieler, -direktor und Lyriker
- Grunert, Karl Hermann Friedrich (1867–1941), deutscher Augenarzt
- Grunert, Kurt (1877–1955), deutscher Maschinenbauingenieur, Unternehmer und Erfinder
- Grunert, Malte (* 1967), deutscher Filmproduzent
- Grunert, Manfred (1934–2011), deutscher Schriftsteller und Regisseur
- Grunert, Martina (* 1949), deutsche Schwimmerin
- Grünert, Matthias (* 1966), Schweizer Sprachwissenschaftler, Romanist und Russist
- Grünert, Matthias (* 1973), deutscher Kirchenmusiker und KantorMatthias Grünert (* 1973)

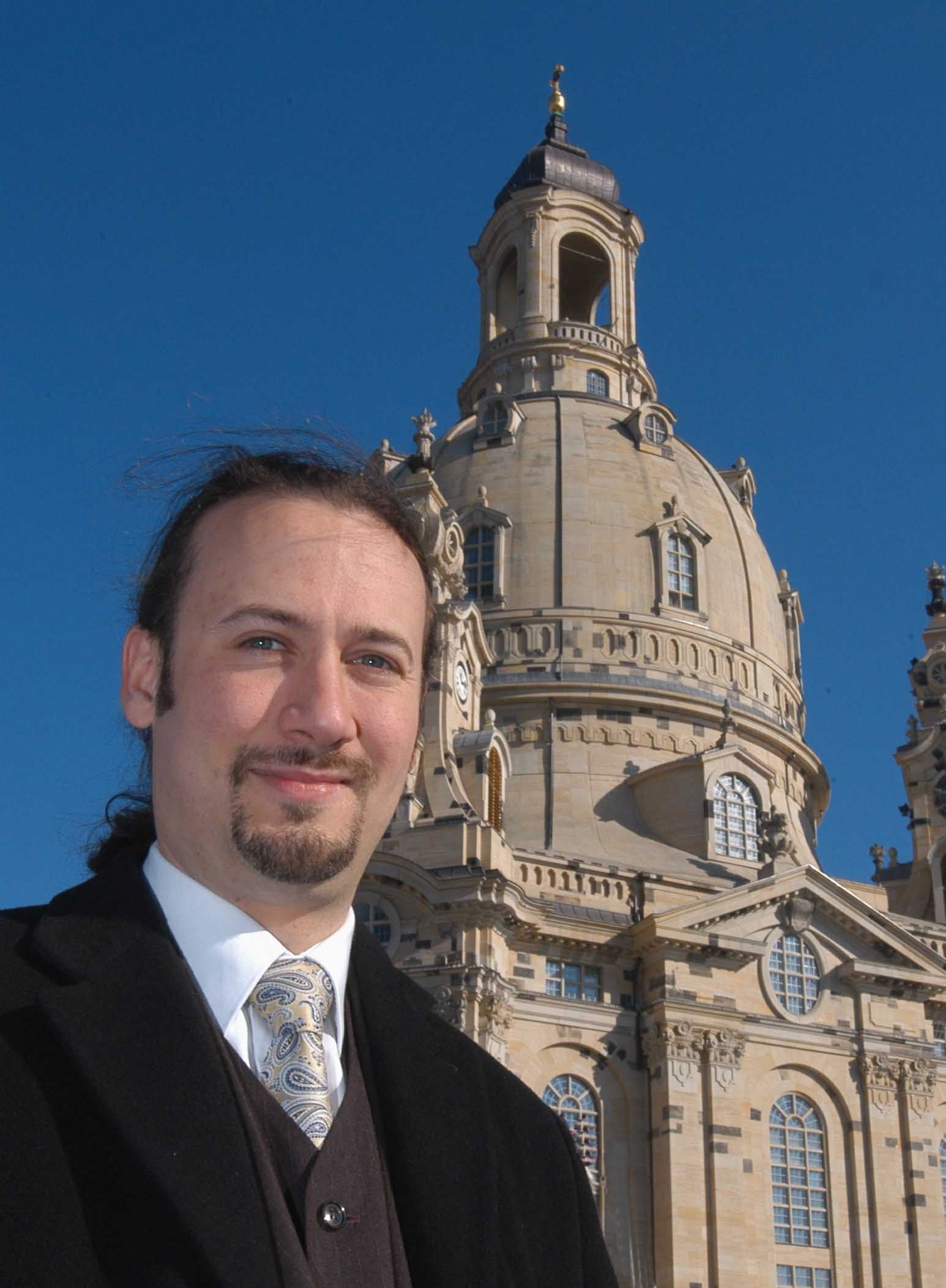
Matthias Grünert (* 1973)

- Grünert, Max (1849–1929), böhmischer Literaturwissenschaftler und Orientalist
- Grunert, Otto (1845–1903), deutscher Zahnarzt und Paläontologe
- Grünert, Paul (1861–1935), preußischer Generalleutnant
- Grunert, Reinhold (1928–2009), deutscher Fußballtorhüter
- Grunert, Robert (1891–1966), Landrat der Kreise Blomberg und Lemgo
- Grunert, Rolf (1925–2006), deutscher Vorsitzender des Bundes Deutscher Kriminalbeamter, DDR-Spion, Dozent an der Hochschule des Ministeriums für Staatssicherheit
- Grunert, Rudolf Karl (1858–1893), deutscher Theaterschauspieler
- Grunert, Sven (* 1962), deutscher Regisseur und Intendant
- Grunert, Ulrich (* 1952), deutscher Musik- und Kulturredakteur, Autor
- Grünert, Walter (1889–1980), deutscher Archivar
- Grunert, Werner (1920–2020), deutscher Politiker (SPD), baden-württembergischer Landtagsabgeordneter und Liedermacher
- Grünert, Werner (1924–2012), deutscher Hauptabteilungsleiter der DDR-Staatssicherheit
- Grünert, Werner (* 1944), deutscher Ingenieur-Ökonom und Politiker (CDU), MdL Thüringen
- Grünerwald, Michael (1899–1974), deutscher Fußballspieler

#### Grunes
- Grünes, Cornelia (* 1969), deutsche Tennisspielerin

#### Grunew
- Grünewald, Adam (1902–1945), deutscher SS-Sturmbannführer und Lagerkommandant des Konzentrationslagers Herzogenbusch
- Grünewald, Adrian (* 1999), deutschsprachiger Film- und TheaterschauspielerAdrian Grünewald (* 1999)

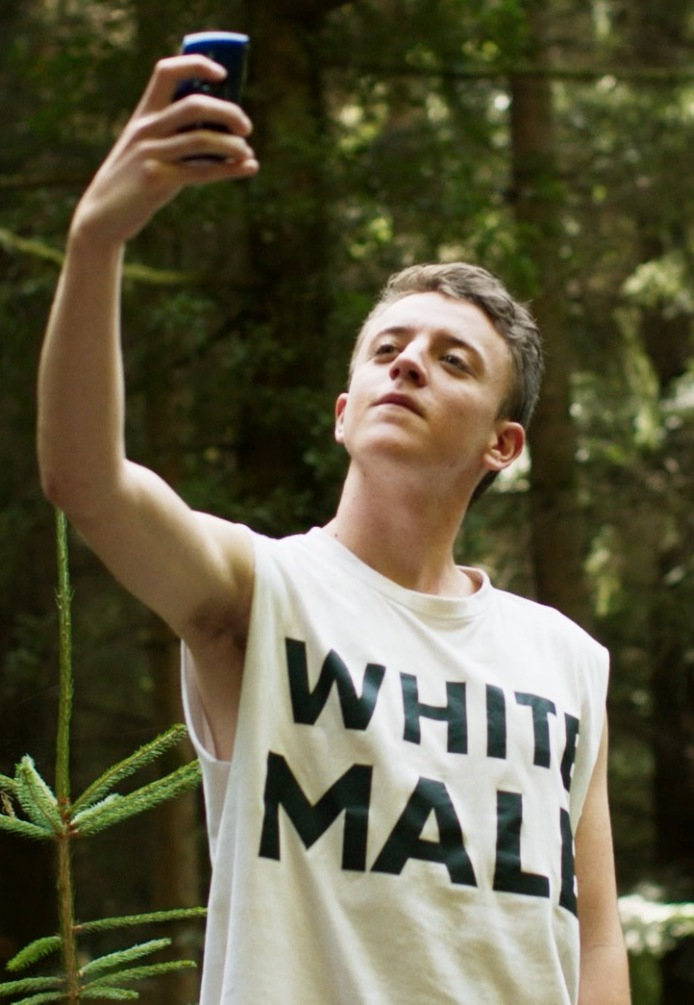
Adrian Grünewald (* 1999)

- Grünewald, Alfred (1884–1942), österreichischer Schriftsteller
- Grünewald, Andreas, deutscher Romanist
- Grünewald, Anette (* 1966), deutsche Juristin und Hochschullehrerin
- Grünewald, Armin (1930–1993), deutscher Journalist
- Grünewald, Arthur (1887–1943), deutscher Maler
- Grunewald, Arthur (1902–1985), deutscher Politiker (SPD), Oberbürgermeister von Wilhelmshaven
- Grünewald, Augusto Hamann Rademaker (1905–1985), brasilianischer Admiral, Präsident Brasiliens
- Grunewald, Barbara (* 1951), deutsche Juristin und Professorin an der Universität zu Köln
- Grünewald, Bernward (* 1941), deutscher Philosoph
- Grünewald, Blasius, deutscher Gelehrter und kursächsischer Leibarzt
- Grünewald, Christoph Julius Johannes (1939–2022), deutscher Heimatforscher
- Grunewald, Conrad (* 1979), US-amerikanischer Autorennfahrer
- Grünewald, Cyriacus (1879–1945), Studienrat der preußischen Kultusverwaltung in Sigmaringen
- Grunewald, Dave (* 1986), deutscher Musiker, Influencer und FitnesstrainerDave Grunewald (* 1986)

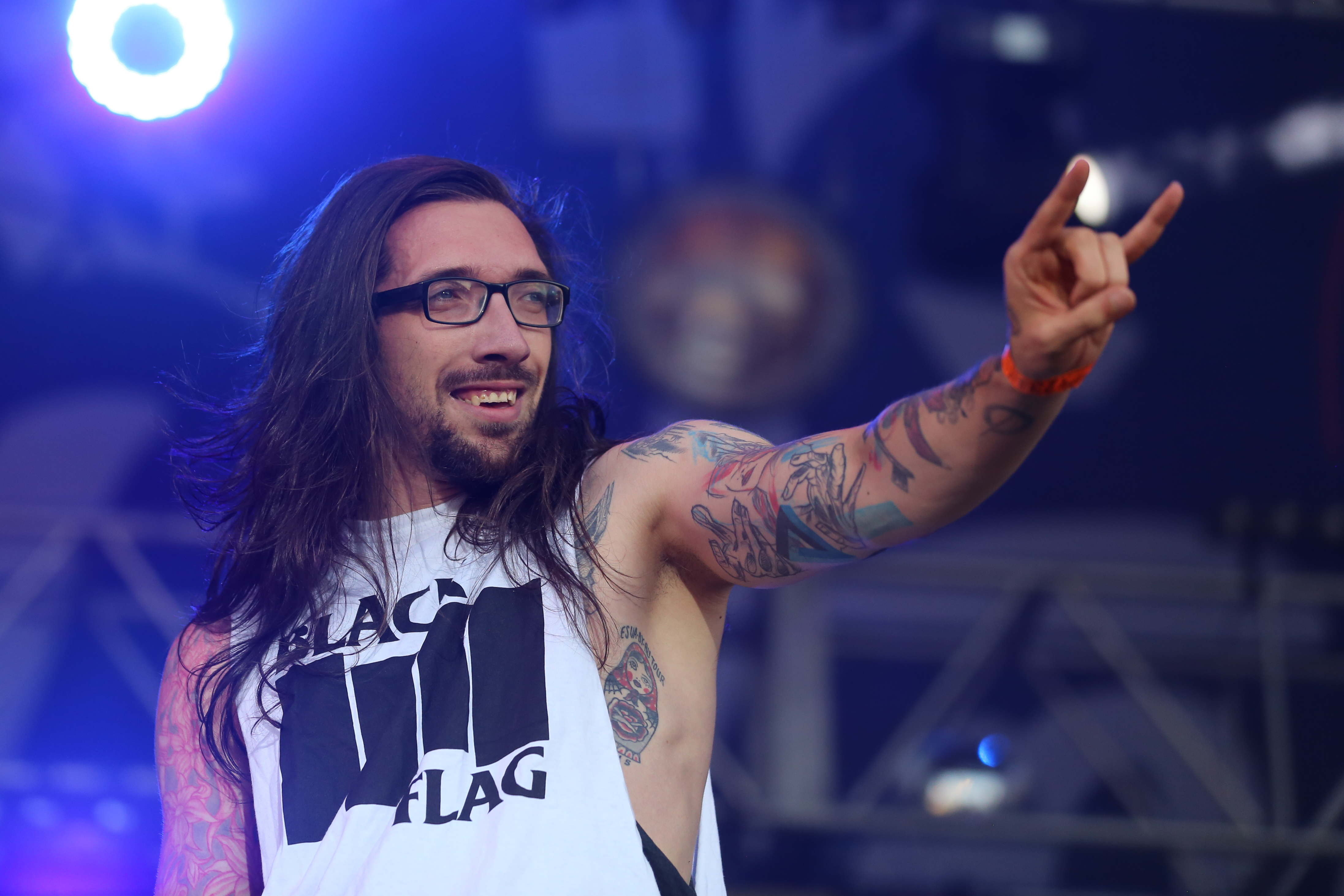
Dave Grunewald (* 1986)

- Grünewald, Dieter (* 1957), deutscher Politiker (Bündnis 90/Die Grünen) und saarländischer Staatssekretär
- Grünewald, Dietrich (* 1947), deutscher Didaktiker und Professor für Kunstdidaktik
- Grünewald, Eduard (1924–2012), österreichischer Psychologe, Psychoanalytiker und Widerstandskämpfer
- Grünewald, Ernst (1801–1848), deutscher Kupferstecher, Grafiker und Schriftsteller
- Grünewald, Franz, Südtiroler Bildhauer
- Grünewald, Friedrich (1876–1960), deutscher Kaufmann, Direktor und Vorstandsvorsitzender der „Herrenhäuser Brauerei“
- Grunewald, Friedrich-Wilhelm (1920–2001), deutscher Luftwaffen-Offizier
- Grunewald, Fritz (1949–2010), deutscher Mathematiker
- Grunewald, Gabriele (1986–2019), US-amerikanische Mittel- und Langstreckenläuferin
- Grünewald, Gottfried († 1739), deutscher Opernsänger (Bass), Cembalist und Komponist
- Grunewald, Heinrich (1905–1975), deutscher Landrat
- Grünewald, Herbert (1921–2002), deutscher Chemiker, Vorstandsvorsitzender der Bayer AG in Leverkusen (1974–1984)
- Grunewald, Ingeborg (1919–2000), deutsche Schauspielerin, Synchronsprecherin und Synchronregisseurin
- Grünewald, Isaac (1889–1946), schwedischer MalerIsaac Grünewald (1889–1946)

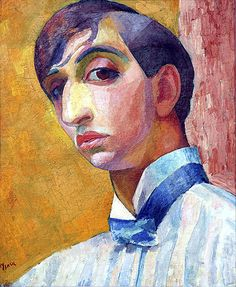
Isaac Grünewald (1889–1946)

- Grünewald, Joachim (1933–2012), deutscher Politiker (CDU), MdB
- Grunewald, Johann Gustav (1805–1878), deutsch-amerikanischer Maler
- Grünewald, Josef (1897–1984), deutscher Unternehmer und Kommunalpolitiker (CDU)
- Grünewald, Julius (* 1965), deutscher Maler
- Grünewald, Karl (1833–1910), Landtagsabgeordneter Großherzogtum Hessen
- Grünewald, Karl (1911–1976), deutscher Jurist und Kommunalpolitiker
- Grünewald, Kurt (* 1948), österreichischer Mediziner und Politiker (Grüne), Abgeordneter zum Nationalrat
- Grünewald, Lothar (1935–2001), deutscher Gebrauchsgrafiker
- Grünewald, Louis Ernst (1851–1933), deutscher Kaufmann und Unternehmer
- Grünewald, Markus (* 1963), deutscher Verwaltungsjurist
- Grünewald, Mathilde (1947–2024), deutsche Provinzialrömische Archäologin
- Grünewald, Matthias, deutscher Maler, Graphiker, Baumeister und WasserkunstmacherMatthias Grünewald

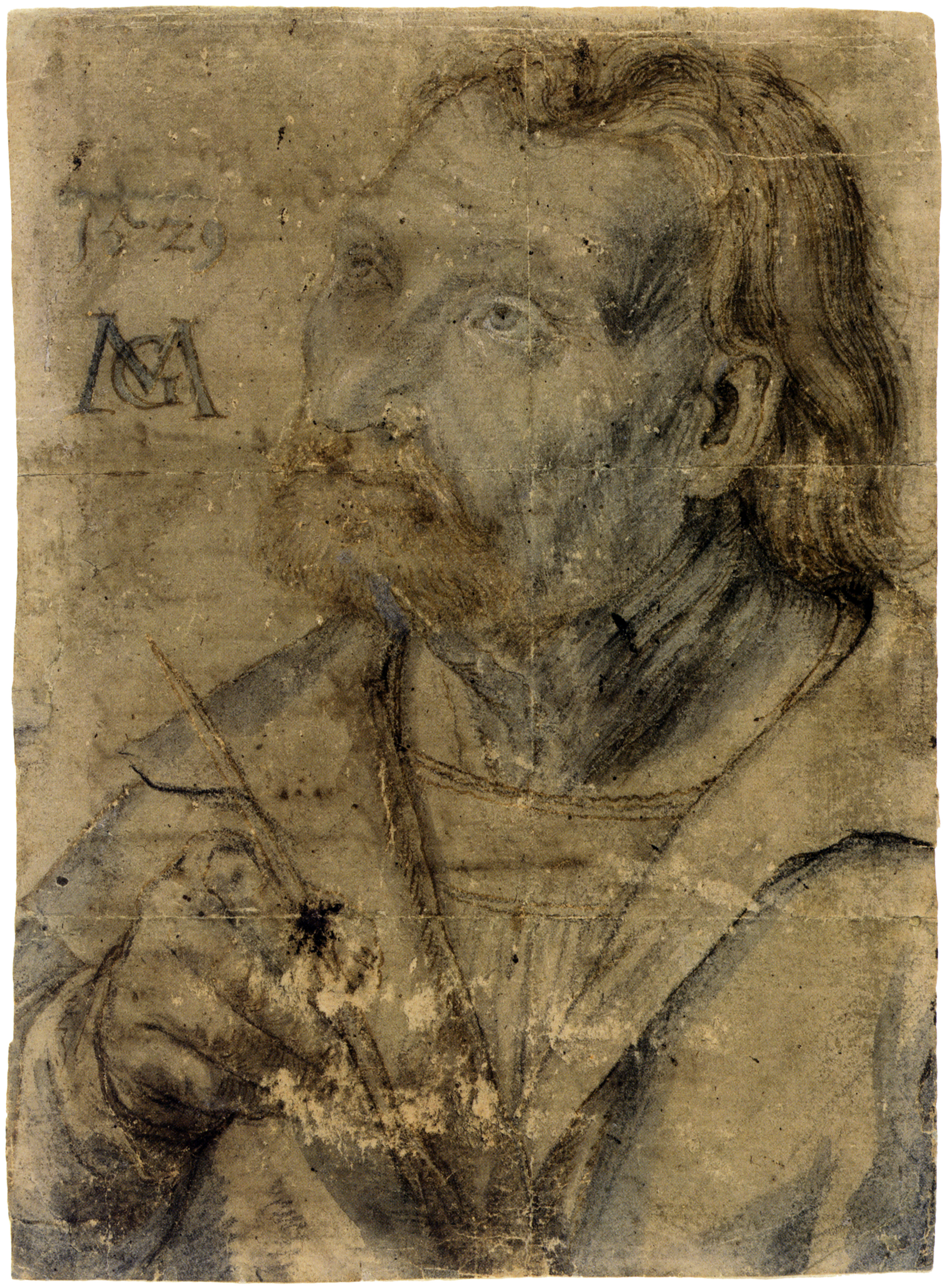
Matthias Grünewald

- Grünewald, Max (1899–1992), deutscher Rabbiner
- Grünewald, Maximilian (* 1989), deutscher Schauspieler
- Grünewald, Michael (1958–2022), deutscher Fußballspieler
- Grunewald, Michel (* 1942), französischer Historiker
- Grünewald, Nicole (* 1973), deutsche Unternehmerin und IHK-Präsidentin in Köln
- Grünewald, Otto (1897–1980), deutscher Richter
- Grünewald, Paul (1912–1996), deutscher Politiker (KPD) und Widerstandskämpfer gegen den Nationalsozialismus
- Grünewald, Pia (* 2005), deutsche Radsportlerin
- Grünewald, Sebastian (* 1984), deutscher Schauspieler
- Grünewald, Selma (1899–1942), jüdisches Opfer des Nationalsozialismus
- Grünewald, Seraina Neva (* 1983), Schweizer Rechtswissenschafterin
- Grünewald, Simone (* 1975), Leiterin des Kultourismus und des Museums in Gelnhausen
- Grünewald, Stephan (* 1960), deutscher Psychologe, Marktforscher und Buchautor
- Grünewald, Thomas (* 1959), deutscher Althistoriker
- Grünewald, Thomas (* 1980), deutscher Mediziner und Hochschullehrer
- Grunewald, Ulrike (* 1958), deutsche Journalistin und Filmemacherin
- Grünewald, Wilhelm (1859–1925), deutscher Politiker (Fortschrittliche Volkspartei, Deutsche Demokratische Partei)
- Grünewaldt, Anna Katharina Alexandra von (1859–1913), deutsch-baltische Erzieherin
- Grünewaldt, Johann Engelbrecht Christoph von (1796–1862), estnischer Politiker und russischer Zivilgouverneur
- Grünewaldt, Johann Ernst von (1835–1901), deutsch-baltischer Landespolitiker
- Grünewaldt, Johann Georg von (1830–1910), estländischer Mediziner
- Grünewaldt, Katharina von (1866–1917), deutsch-baltische Schriftstellerin und Diakonisse
- Grünewaldt, Konrad von (1884–1945), deutschbaltischer Bauingenieur und Professor
- Grünewaldt, Michail Nikolajewitsch († 1875), russischer Schiffbauer
- Grünewaldt, Nikolai von (1853–1922), Landschaftsmaler
- Grünewaldt, Otto Arthur von (1847–1922), russischer General der Kavallerie und Hofstallmeister
- Grünewaldt, Otto Magnus von (1801–1890), estländischer Politiker und Landwirt
- Grünewaldt, Otto Moritz von (1860–1936), estländischer Schriftsteller und Landwirt
- Grünewaldt, Otto Robert von (1870–1933), deutsch-baltischer Grafiker
- Gruneweg, Martin (* 1562), deutscher Kaufmann und Dominikanermönch

### Grunf
- Grünfeld, Alfred (1852–1924), österreichischer Pianist, Komponist und Musikpädagoge
- Grünfeld, Berthold (1932–2007), norwegischer Mediziner
- Grünfeld, David († 1963), tschechoslowakisch-US-amerikanischer Tenor
- Grünfeld, Ernst (1883–1938), deutscher Wirtschafts- und Sozialwissenschaftler österreichischer Herkunft
- Grünfeld, Ernst (1893–1962), österreichischer SchachgroßmeisterErnst Grünfeld (1893–1962)

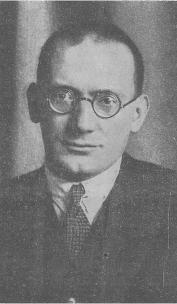
Ernst Grünfeld (1893–1962)

- Grünfeld, Falk Valentin (1837–1897), schlesischer Textilkaufmann
- Grünfeld, Heinrich (1551–1619), deutscher Jurist, Hochschullehrer und Berater von Herzog Heinrich Julius (Braunschweig-Wolfenbüttel)
- Grünfeld, Heinrich (1855–1931), österreichisch-deutscher Cellist
- Grunfeld, Isidor (1900–1975), Rabbiner und jüdischen Rechtsgelehrter
- Grünfeld, Josef (1840–1910), österreichischer Dermatologe und Urologe
- Grünfeld, Sophie (1856–1952), österreichisch-jüdische Vereinsfunktionärin und Philanthropin
- Grünfeld, Thomas (* 1956), deutscher Bildhauer
- Grünfeld, Yehuda (* 1956), israelischer Schachspieler
- Grünfelder, Alice (* 1964), schweizerisch-deutsche Schriftstellerin, Lektorin, Übersetzerin und Herausgeberin
- Grünfeldt, Peeter (1865–1937), estnischer Schriftsteller, Journalist und Übersetzer

### Grung
- Grung, Anne Hege (* 1965), norwegische Theologin
- Grung, Ruth (* 1959), norwegische Politikerin
- Grunge, Johnny (1966–2006), US-amerikanischer Wrestler

### Grunh
- Grünhagen, Alfred (1842–1912), deutscher Mediziner und außerordentlicher Professor der medizinischen Physik und Direktor des medizinisch-physikalischen Kabinetts an der Universität Königsberg
- Grünhagen, Colmar (1828–1911), deutscher Archivar und Historiker
- Grünhagen, Friedrich (1876–1929), deutscher Politiker (SPD) und Senator für Inneres der Freien Stadt Danzig (1928–1931)
- Grünhagen, Joachim (1928–2016), deutscher Schriftsteller und Lyriker
- Grünhagen, Michael, deutscher Verfassungsschutz-Oberamtsrat
- Grünhagen, Wilhelm (1915–1993), deutscher Klassischer Archäologe
- Grünheid, Guido (* 1982), deutscher Basketballspieler
- Grünheid, Karl (1931–2004), deutscher Politiker (SED), Minister für Maschinenbau der DDR
- Grünheid, Sarah (* 1990), deutsche Fußballspielerin
- Grünheide, Andreas (* 1613), deutscher Knecht im Herzogtum Preußen
- Grunhofer, Hubertus (1922–2000), deutscher Sanitätsoffizier
- Grunholzer, Heinrich (1819–1873), Schweizer Lehrer, Politiker (Nationalrat) und Fabrikant
- Grunholzer, Johann Ulrich (1810–1880), Schweizer Gemeindeschreiber, Landschreiber und Politiker
- Grünhut, Adolf (1875–1933), deutscher Opernsänger (Tenor)
- Grünhut, Aron (1895–1974), österreich-ungarisch-israelischer Kaufmann
- Grünhut, Hans (1902–1979), österreichisch-niederländischer Sänger
- Grünhut, Josef (1867–1939), österreichischer Bildhauer
- Grünhut, Leo (1863–1921), deutscher Lebensmittelchemiker österreichischer Herkunft
- Grünhut, Max (1893–1964), deutsch-britischer Rechtswissenschaftler und Kriminologe

### Gruni
- Grünig, Christian (1858–1925), Schweizer Landwirt, Pietist und Anhänger der Heiligungsbewegung
- Grünig, Emil (1915–1994), Schweizer Sportschütze
- Grünig, Karl Heinrich Ferdinand (1781–1846), deutscher Jurist und Autor
- Grünig, Kurt (* 1944), Schweizer Fussballspieler
- Grünig, Peter (1923–1977), Schweizer Politiker und Forstingenieur
- Grünig, Robert (1894–1984), Schweizer Molkereibesitzer und Milchhändler
- Grünig, Rudolf (* 1954), Schweizer Wirtschaftswissenschaftler
- Grünigen, Christine von (* 1964), Schweizer Skirennfahrerin
- Grünigen, Ernst von (1950–1992), Schweizer Skispringer
- Grünigen, Kaspar von (* 1982), Schweizer Jazzmusiker
- Grünigen, Marianne von (* 1936), Schweizer Diplomatin
- Grünigen, Noel von (* 1995), Schweizer Skirennläufer
- Grüniger, Augustin (1824–1897), Schweizer Benediktinermönch, Abt der Abtei Muri-Gries
- Grüning, Andreas (1756–1821), deutscher Pädagoge und Kalligraph
- Grüning, Dietrich (1940–2020), deutscher Bildhauer
- Grüning, Egon (1931–2017), deutscher Polizeioffizier
- Grüning, Friedrich (1768–1842), deutscher Pädagoge und Autor
- Grüning, Günther (1904–1962), deutscher Bauingenieur und Professor für Baustatik
- Grüning, Ilka (1876–1964), österreichische SchauspielerinIlka Grüning (1876–1964)

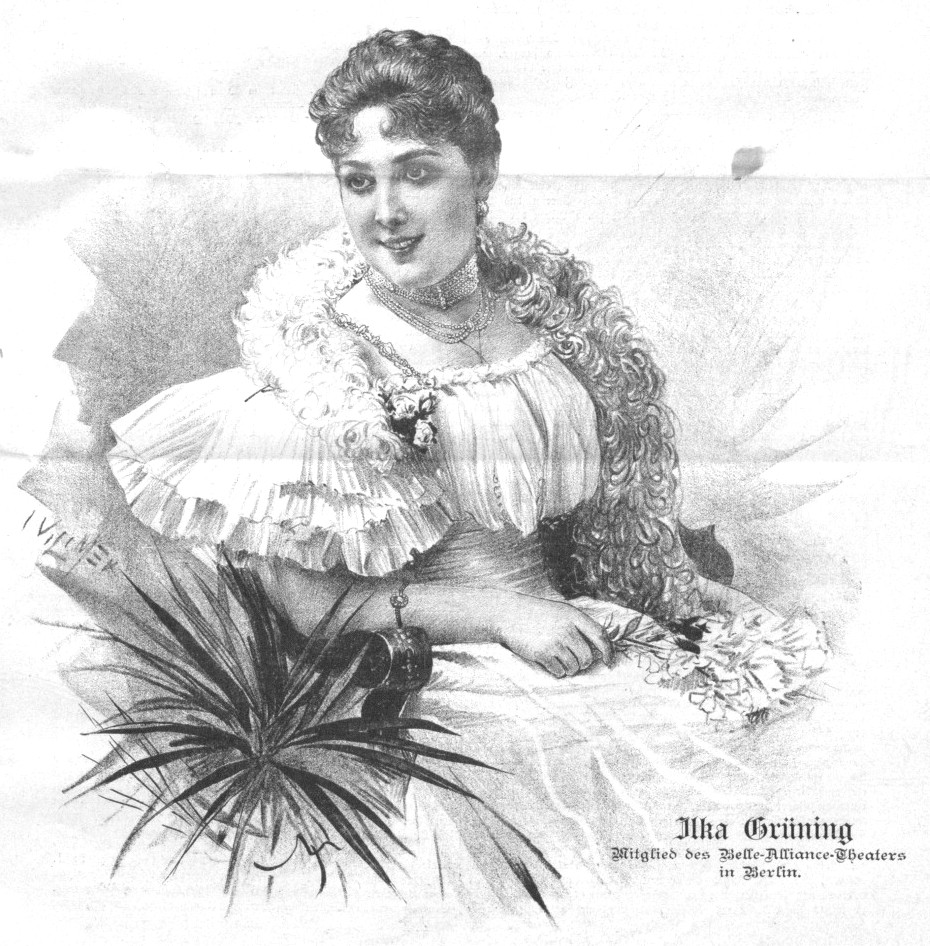
Ilka Grüning (1876–1964)

- Grüning, Irene (1900–1955), deutsch-russische Historikerin und Hochschullehrerin
- Grüning, Martin (1869–1932), deutscher Bauingenieur
- Grüning, Martin (* 1962), deutscher Langstreckenläufer
- Grüning, Uwe (1942–2024), deutscher Schriftsteller und Politiker (CDU), MdV, MdL
- Grüning, Uwe (* 1956), deutscher Fußballspieler
- Grüning, Wilhelm (1858–1942), deutscher Opernsänger (Tenor)
- Grüningen, Dietrich von († 1259), Ordensritter, Landmeister und Deutschmeister des Deutschen Ordens
- Grüninger, Edwin (1882–1963), badischer Verwaltungsjurist
- Grüninger, Hans, deutscher Buchdrucker und Verleger
- Grüninger, Joachim (* 1951), deutscher Fußballspieler
- Grüninger, Paul (1891–1972), Schweizer Polizeihauptmann und FussballspielerPaul Grüninger (1891–1972)

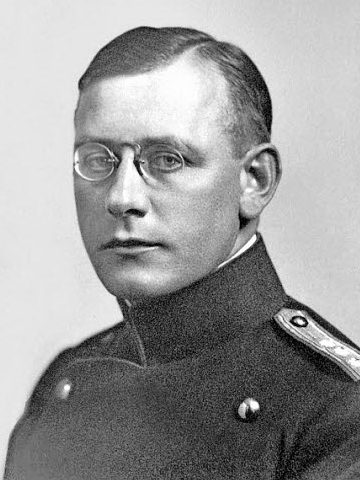
Paul Grüninger (1891–1972)

- Grüninger, Robert (1849–1924), Schweizer Rechtsanwalt, Notar und Politiker
- Grüninger, Siegfried (1959–2016), deutscher Fußballtorhüter
- Grüninger, Stephan (* 1969), deutscher Wirtschaftswissenschaftler
- Grunis, Asher (* 1945), israelischer Richter, Präsident des Obersten Gerichts Israels
- Grunitzky, Nicolas (1913–1969), togoischer Politiker

### Grunk
- Grünke, Julian (* 1995), deutscher Politiker (FDP), MdB
- Grünke, Klaus-Jürgen (* 1951), deutscher Radrennfahrer
- Grünke, Peter (* 1958), deutscher Radrennfahrer
- Grünkemeier, Ellen (* 1978), deutsche Anglistin

### Grunl
- Grünler, Bernhard (1831–1891), sächsischer Verwaltungsbeamter und Parlamentarier
- Grünler, Ehregott (1797–1881), deutscher Porträt- und Historienmaler
- Grünler, Jörg (* 1945), deutscher Filmregisseur und Drehbuchautor
- Grünler, Kurt (1906–1985), deutscher Oberstleutnant im Ministerium für Staatssicherheit (MfS) der DDR
- Grünloh, Johann (* 2005), deutscher Basketballspieler

### Grunm
- Grunmach, Ulrich (1891–1966), deutscher Musikwissenschaftler, Kirchenmusiker und Komponist
- Grünmandl, Otto (1924–2000), österreichischer Kabarettist und Schriftsteller

### Grunn
- Grünn, Anton (1787–1865), österreichischer Architekt
- Grünne, Karl Ludwig von (1808–1884), österreichischer GeneralKarl Ludwig von Grünne (1808–1884)

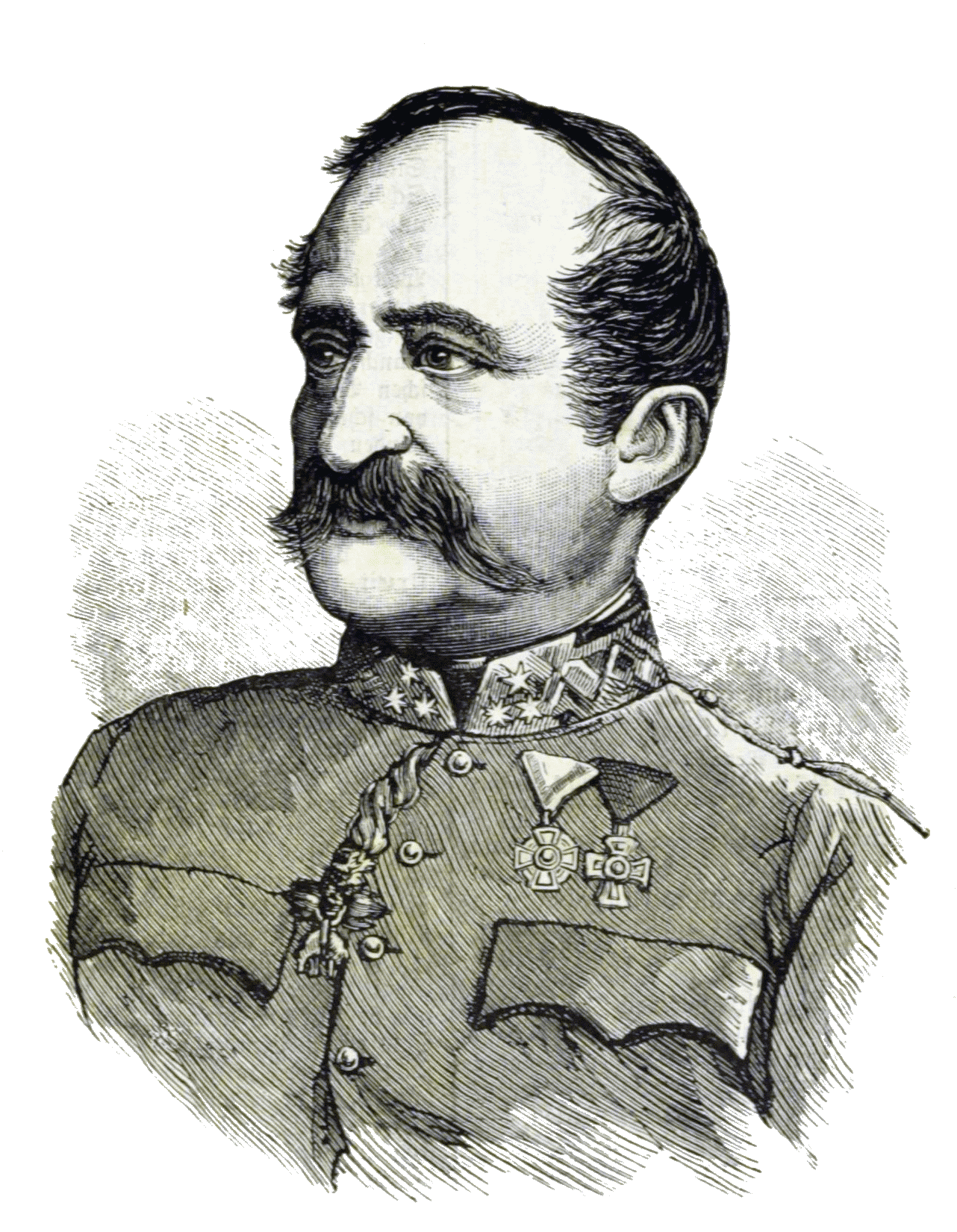
Karl Ludwig von Grünne (1808–1884)

- Grunne, Mathias Charles Thomas Marie de Hemricourt de (1769–1853), niederländischer Generalleutnant und Diplomat, kaiserlicher Generalmajor
- Grünne, Philipp Ferdinand von (1762–1854), österreichischer General der Kavallerie
- Grünne, Philipp von (1833–1902), österreichischer General (Feldzeugmeister)
- Grunner, Josef (1904–1984), österreichisch-deutscher Jurist, Journalist und Politiker (SPD)
- Grünner, Josef (* 1949), deutscher Salesianer Don Boscos und Provinzial der Deutschen Provinz der Salesianer Don Boscos
- Grünner, Karl (1932–2003), österreichischer Politiker (SPÖ), Landtagsabgeordneter

### Gruno
- Grunow, Albert (1826–1914), deutscher Diatomeenforscher
- Grunow, Daniela (* 1975), deutsche Soziologin
- Grunow, Dieter (* 1944), deutscher Soziologe
- Grunow, Eduard (1869–1954), Präsident der Behörde für Verkehr in Bremen
- Grunow, Friedrich Wilhelm (1816–1877), deutscher Verleger
- Grunow, Gertrud (1870–1944), deutsche Opernsängerin und Pianistin
- Grunow, Heinrich (1900–1945), deutscher Redakteur und politischer Funktionär
- Grunow, Johannes (1845–1906), deutscher Buchhändler
- Grunow, Julius (1873–1960), deutscher Politiker (SPD, USPD)
- Grunow, Werner (1932–2016), deutscher Hörspielregisseur

### Grunp
- Grünpeck, Josef (* 1473), deutscher Humanist, Mediziner, Astrologe und Historiograph

### Grunr
- Grünrad, Regina von, deutsche Schriftstellerin der Barockzeit
- Grünrade, Otto von (1545–1613), evangelisch-reformierter Kirchenpolitiker

### Gruns
- Grünschläger, Richard (1929–2022), deutscher Politiker (SPD), MdL und Regierungspräsident
- Grünschnabel (* 1960), deutscher Musikpädagoge und Kinderliedermacher
- Grünseis-Pacher, Edith (* 1966), österreichische Mobilitätsexpertin
- Grunsfeld, John Mace (* 1958), US-amerikanischer Astronaut
- Grunske, Lars (* 1976), deutscher Informatiker und Universitätsprofessor für Informatik
- Grunskienė, Nida (* 1969), litauische Juristin
- Grunsky, Carl E. (1855–1934), US-amerikanischer Bauingenieur
- Grunsky, Eberhard (* 1941), deutscher Kunsthistoriker und Denkmalpfleger
- Grunsky, Hans (1902–1988), deutscher Philosoph
- Grunsky, Helmut (1904–1986), deutscher Mathematiker
- Grunsky, Jack (* 1945), kanadisch-österreichischer Musiker, Sänger und Songwriter
- Grunsky, Karl (1871–1943), deutscher Historiker und Musikschriftsteller
- Grunsky, Matthias (* 1971), österreichischer Kameramann
- Grunsky, Wolfgang (1936–2023), deutscher Rechtswissenschaftler
- Grünsleder, Ulrich († 1421), deutscher Priester und Anhänger von Jan Hus
- Grünspach, Fritz (1874–1924), deutscher Rechtsanwalt
- Grünspan, Arthur (1884–1964), Direktor des Statistischen Amtes und Stadtrat in Danzig
- Grunst, Michael (* 1970), deutscher Kommunalpolitiker (Die Linke), Bezirksbürgermeister von Berlin-Lichtenberg
- Grünstadt, Peter von (1400–1471), katholischer Priester und Stiftsdekan zu Zell (Zellertal)
- Grünstäudl, Wolfgang (* 1977), österreichischer römisch-katholischer Theologe
- Grünsteidl, Edmund (1900–1971), österreichischer Warenwissenschaftler, Hochschulrektor und Abgeordneter zum Nationalrat
- Grünsteidl, Pamina (* 1998), österreichische Kinderdarstellerin
- Grünstein, Herbert (1912–1992), deutscher SED-Funktionär
- Grünstein, Leo (1876–1943), österreichischer Kunst- und Literaturhistoriker
- Grunstein, Michael (1946–2024), rumänisch-US-amerikanischer Biochemiker
- Grünstein, Rosa (* 1948), deutsche Politikerin (SPD), MdL
- Grünsteudel, Günther (* 1954), deutscher Bibliothekar und Autor
- Grunsven, Anky van (* 1968), niederländische DressurreiterinAnky van Grunsven (* 1968)

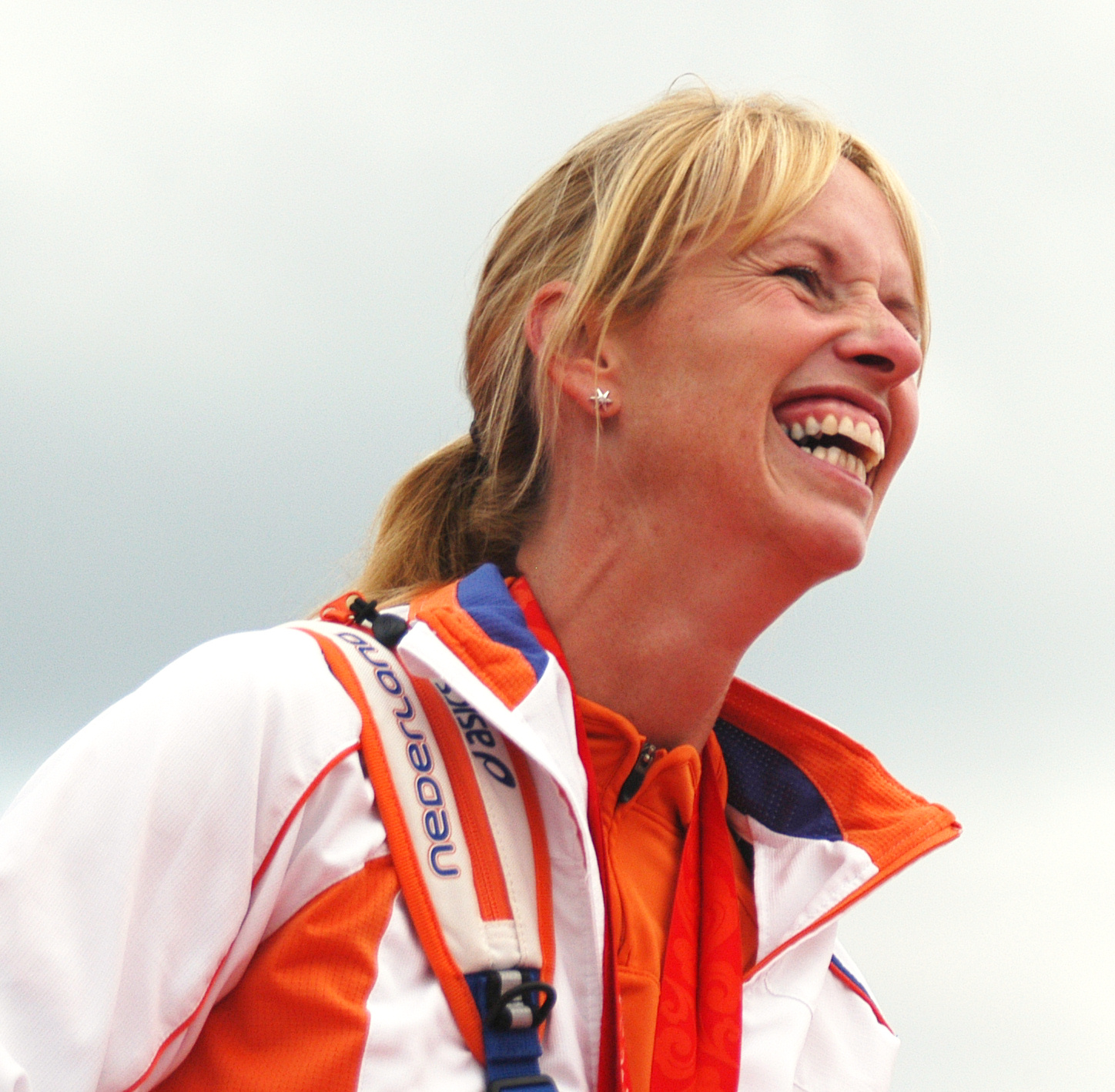
Anky van Grunsven (* 1968)

- Grunsven, Salomé van (* 1996), niederländische Schauspielerin und Drehbuchautorin

### Grunt
- Grünthal, Christof (* 1970), deutscher Eishockeytorwart
- Grünthal, Ernst (1894–1972), deutsch-schweizerischer Psychiater und Neurologe
- Grünthal, Günther (* 1938), deutscher Historiker und Hochschullehrer
- Grünthal, Hans Joachim von (1576–1639), württembergischer Rat, Oberhofmeister und Obervogt
- Grünthal, Ivar (1924–1996), estnischer Schriftsteller, Lyriker und Exilpolitiker
- Grünthal, Jacob von (1570–1626), österreichisch-deutscher Adeliger, Hofkriegsrat und General-Commissarius der sächsischen Kurfürsten, Hauptmann von Sangerhausen
- Grunthal, Marianne (1896–1945), deutsches NS-Opfer
- Grünthal, Riho (* 1964), finnischer Finnougrist
- Grünthal, Wolf Niklas von († 1630), österreichischer Adeliger, niederösterreichischer Regimentsrat, Reichshofrat von Ferdinand II.
- Grünthal, Wolfgang Ludwig von (1659–1726), Adeliger, Hofkriegsrat von Baaden-Durlach und Vizekommandant von Pforzheim.
- Grünthal-Ridala, Villem (1885–1942), estnischer Lyriker, Übersetzer, Sprachwissenschaftler und Folklorist
- Grünther, Rolf (* 1951), deutscher Fußballspieler
- Gruntová, Jitka (* 1945), tschechische Historikerin
- Grüntuch, Armand (* 1963), deutscher Architekt
- Grüntuch-Ernst, Almut (* 1966), deutsche Architektin
- Gruntz, George (1932–2013), Schweizer Jazz-MusikerGeorge Gruntz (1932–2013)

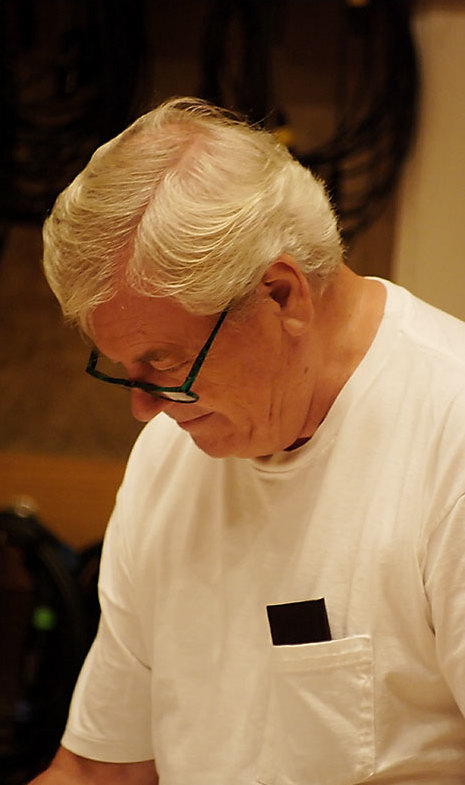
George Gruntz (1932–2013)

- Gruntz, James (* 1987), Schweizer Musiker
- Gruntz, Lukas (* 1989), Schweizer Architekt
- Gruntz-Stoll, Johannes (* 1952), Schweizer Erziehungswissenschafter und Autor
- Gruntzel, Josef (1866–1934), österreichischer Nationalökonom
- Grüntzig, Andreas Roland (1939–1985), deutscher Radiologe und Kardiologe
- Grüntzig, Johannes (* 1937), deutscher Augenarzt
- Grüntzig, Walter (* 1903), deutscher Schauspieler, Regisseur und Spielleiter

### Grunv
- Grünvogel, Edwin (1890–1970), deutscher Lehrer, Geologe und Naturschützer

### Grunw
- Grunwald Kadow, Ilona (* 1974), deutsche Neurobiologin und Hochschullehrerin
- Grünwald, Adolph (1840–1925), jüdischer Kaufmann, Bauherr und Kunstsammler
- Grünwald, Alexander (* 1989), österreichischer FußballspielerAlexander Grünwald (* 1989)

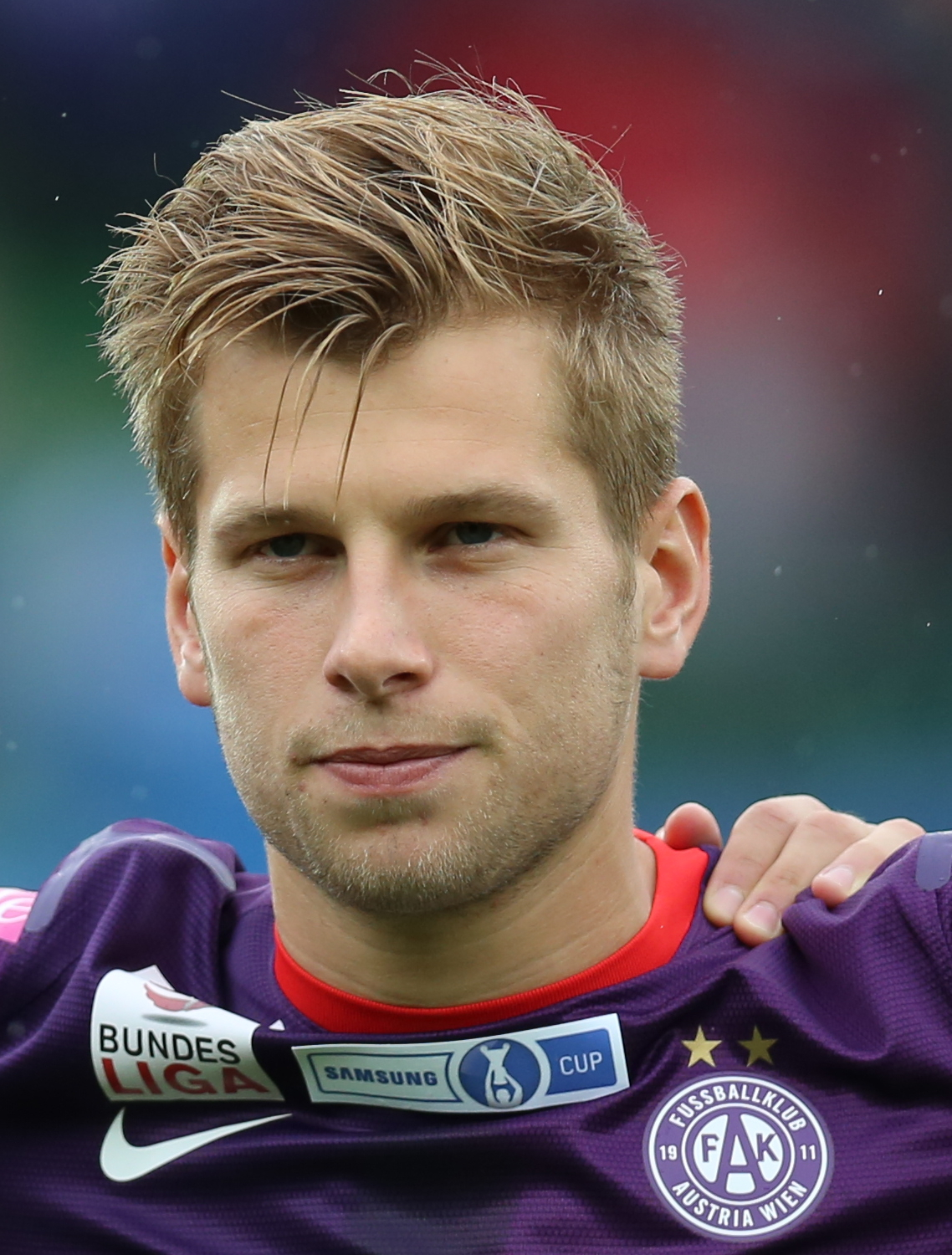
Alexander Grünwald (* 1989)

- Grünwald, Alfred (1884–1951), österreichischer Operettenlibrettist
- Grunwald, Anatole de (1910–1967), russisch-britischer Filmproduzent
- Grunwald, Anton (1921–2008), deutscher Gewerkschaftsfunktionär und Bürgermeister der Stadt Aachen
- Grünwald, Anton Karl (1838–1920), österreichischer Mathematiker
- Grunwald, Armin (* 1960), deutscher Physiker und Philosoph
- Grünwald, Boris (1933–2014), israelischer Bildhauer, Grafiker und Hochschullehrer
- Grünwald, Christian (* 1964), deutscher Koch
- Grunwald, Christiane (1923–2001), deutsche Klassische Archäologin
- Grunwald, Clara (1877–1943), deutsche Lehrerin und Protagonistin der Montessori-Pädagogik
- Grunwald, Claudia (* 1982), deutsche Sprinterin
- Grunwald, Erhard (1951–2023), deutscher Generalarzt der Bundeswehr
- Grunwald, Ernest (1923–2002), US-amerikanischer Chemiker deutscher Herkunft
- Grünwald, Ernst (* 1956), deutscher Bildhauer
- Grünwald, Eugen (1856–1929), deutscher Gymnasialdirektor
- Grünwald, Fabian (* 1990), deutscher Grasskiläufer
- Grünwald, Frank (* 1957), deutscher Nuklearmediziner und Hochschullehrer
- Grünwald, Friedrich (1906–1947), deutscher Straßenbahn- und Eisenbahnfotograf
- Grünwald, Georg († 1530), deutscher Reformator und Kirchenlieddichter
- Grunwald, Georg (1879–1937), deutscher römisch-katholischer Erziehungswissenschaftler und Priester
- Grünwald, Gerald (1929–2009), deutscher Jurist und Hochschullehrer
- Grünwald, Günter (1935–1992), deutscher Radsportler
- Grünwald, Günter (* 1956), deutscher Komiker und KabarettistGünter Grünwald (* 1956)

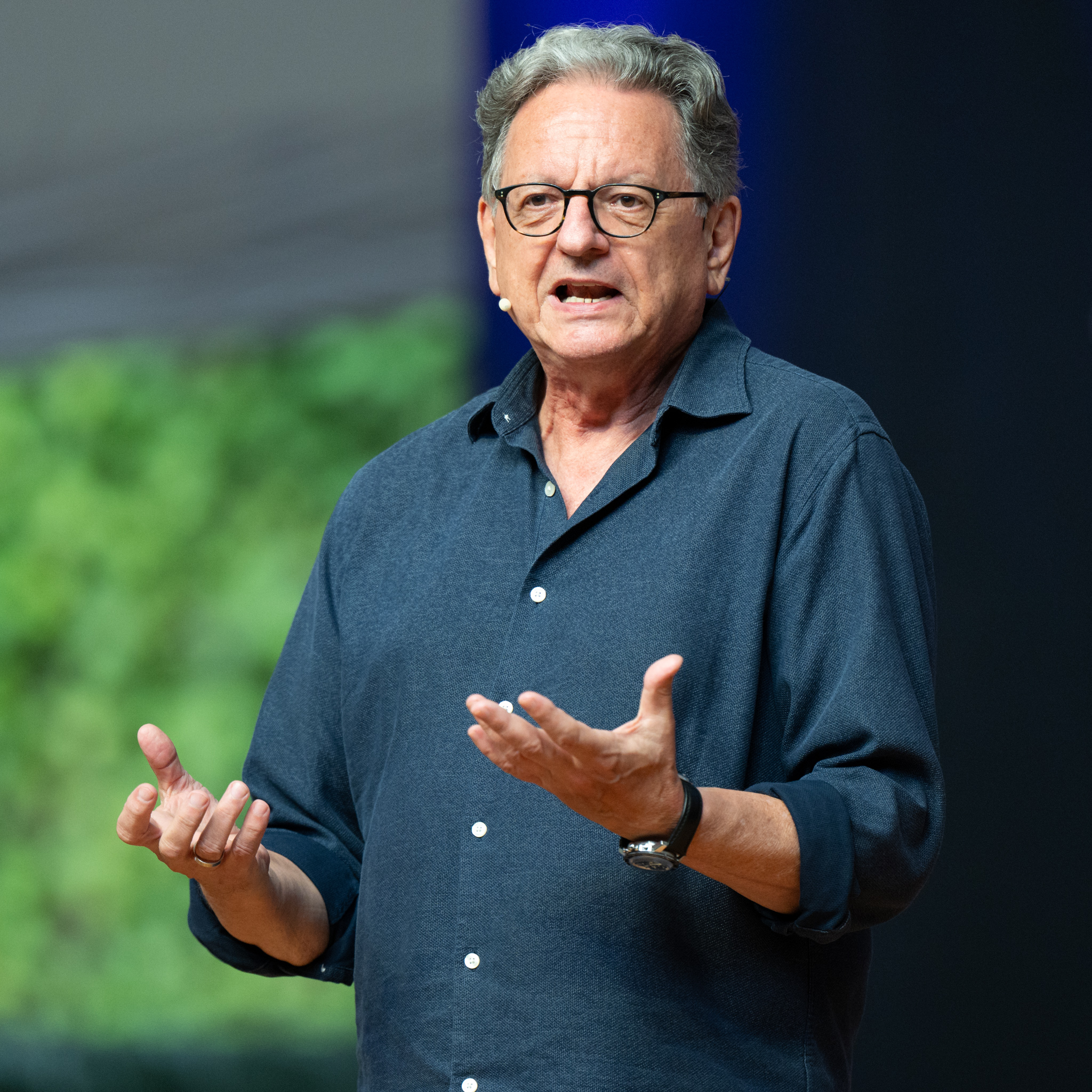
Günter Grünwald (* 1956)

- Grünwald, Hans-Henning (1939–2020), deutscher Politiker (CDU)
- Grünwald, Hans-Joachim (1931–2014), deutscher Sportfunktionär
- Grünwald, Hans-Werner (* 1963), deutscher Fußballspieler
- Grünwald, Heinrich, deutscher Kunsthändler und Ehrensenator der Technischen Hochschule in Stuttgart
- Grunwald, Heinz (* 1950), deutscher Verwaltungsjurist und Regierungspräsident von Niederbayern
- Grunwald, Henning (1942–2009), deutscher Schriftsteller
- Grunwald, Henry (1922–2005), Chefredakteur von „TIME“ und US-amerikanischer Botschafter in Österreich
- Grünwald, Ingeborg (* 2001), österreichische Weitspringerin
- Grünwald, Irmingard (1912–1986), deutsche Malerin
- Grünwald, Jan G. (* 1974), deutscher Kunstpädagoge
- Grunwald, Jonathan (* 1983), deutscher Politiker (CDU), MdL
- Grünwald, Josef (* 1936), deutscher Weihbischof und Dompropst des Bistums Augsburg
- Grunwald, Joseph (1920–1997), US-amerikanischer Wirtschaftswissenschaftler
- Grünwald, Julia (* 1991), österreichische Skirennläuferin
- Grünwald, Julius (1869–1945), österreichischer Politiker (SDAP), Stadtrat in Wien
- Grünwald, Kaspar († 1512), deutscher Geistlicher
- Grünwald, Leopold (1901–1992), tschechoslowakischer Kommunist
- Grünwald, Luca (* 1994), deutscher Motorradrennfahrer
- Grünwald, Martin (1664–1716), deutscher Geistlicher, Theologe, Lehrer und Kirchenlieddichter
- Grunwald, Martin (1794–1874), preußischer Abgeordneter
- Grunwald, Martin (* 1966), deutscher Psychologe
- Grunwald, Max (1871–1953), Rabbiner, Historiker und Volkskundler
- Grünwald, Michael (1967–2011), österreichischer Kunsthistoriker
- Grunwald, Moritz (* 1858), deutscher Zeitungsjournalist und Chefredakteur in Berlin und Konstantinopel
- Grunwald, Morten (1934–2018), dänischer Schauspieler und RegisseurMorten Grunwald (1934–2018)

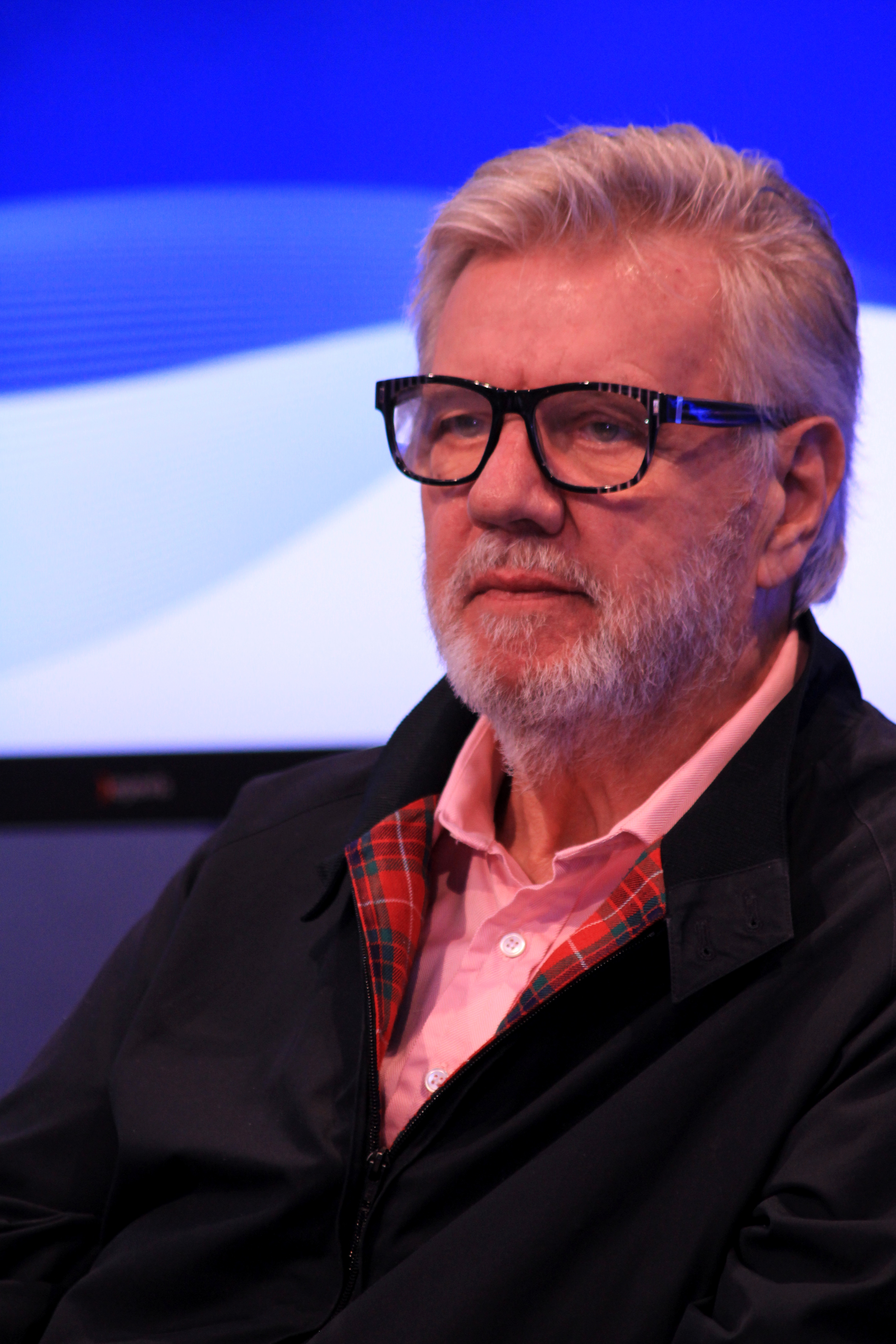
Morten Grunwald (1934–2018)

- Grünwald, Oskar (* 1937), österreichischer Manager
- Grünwald, Pascal (* 1982), österreichischer Fußballspieler
- Grünwald, Peter (* 1964), österreichischer Militär, Brigadier des österreichischen Bundesheeres
- Grunwald, Reinhard (1942–2020), deutscher Jurist und Wissenschaftsmanager
- Grünwald, Seligmann (1800–1856), deutscher Rabbiner und Autor
- Grünwald, Siegfried (1938–2022), deutscher Politiker (SED)
- Grunwald, Tanja (* 1968), dänische Casting Directorin und Filmproduzentin
- Grunwald, Udo (* 1968), deutscher Schauspieler
- Grünwald, Vendelín (1812–1885), tschechischer Jurist und Abgeordneter
- Grunwald, Walter (1919–2000), Verfolgter des Naziregimes, Überlebender des Ghettos Theresienstadt
- Grunwald, Walther (* 1938), deutscher Architekt, Stadtplaner und Fotograf
- Grunwald, Wilhelm (1909–1989), deutscher Mathematiker und Bibliotheksdirektor
- Grunwald, Willy (1870–1945), deutscher Schauspieler, Filmregisseur und Theaterintendant
- Grünwald-Aschenbrenner, Susann, deutsche Journalistin und Übersetzerin
- Grünwald-Zerkowitz, Sidonie (1852–1907), österreichische Schriftstellerin, Dichterin, Übersetzerin und Modeschöpferin
- Grünwalder, Johannes III. († 1452), Fürstbischof von Freising, illegitimer Sohn Johanns II. von Bayern-München
- Grünwaldt, Elisabeth (1871–1961), deutsche Erzieherin, Puppengestalterin, Kostümbildnerin und Scherenschnittkünstlerin
- Grünwaldt, Louis (1856–1931), deutscher Politiker (SPD), MdHB, Hamburger Senator
- Grunwaldt, Paul (1891–1962), deutscher Maler und Vertreter des Berliner Expressionismus
- Grünwaldt, Robert Wilhelm (1909–2003), deutscher Zoologe und Entomologe, Spezialist für Sandbienen
- Grünwedel, Albert (1856–1935), deutscher Archäologe
- Grünweller, Moritz (1864–1925), deutscher Polizeidirektor
- Grünwidl, Josef (* 1963), österreichischer römisch-katholischer Geistlicher, Bischofsvikar, Apostolischer Administrator der Erzdiözese Wien
- Grünwiedl, Martin (1901–1987), deutscher Widerstandskämpfer und KPD-Mitglied

### Gruny
- Gruny, Pascale (* 1960), französische Politikerin (PS), Mitglied der Nationalversammlung, MdEP

### Grunz
- Grunze, Herbert (1923–1998), deutscher Chemiker
- Grunzig, Jörg (1938–2012), deutscher Radrennfahrer
- Grünzweig, Carl (1845–1913), deutscher Chemiker, Unternehmer, zeitweise ehrenamtlicher Bürgermeister der Stadt Ludwigshafen am Rhein
- Grünzweig, Dorothea (* 1952), deutsche Lyrikerin und Übersetzerin
- Grünzweig, Emil (1947–1983), israelischer Lehrer und Friedensaktivist
- Grünzweig, Fritz (1914–1989), deutscher evangelischer Pfarrer
- Grünzweig, Itze (* 1956), österreichischer MusikerItze Grünzweig (* 1956)

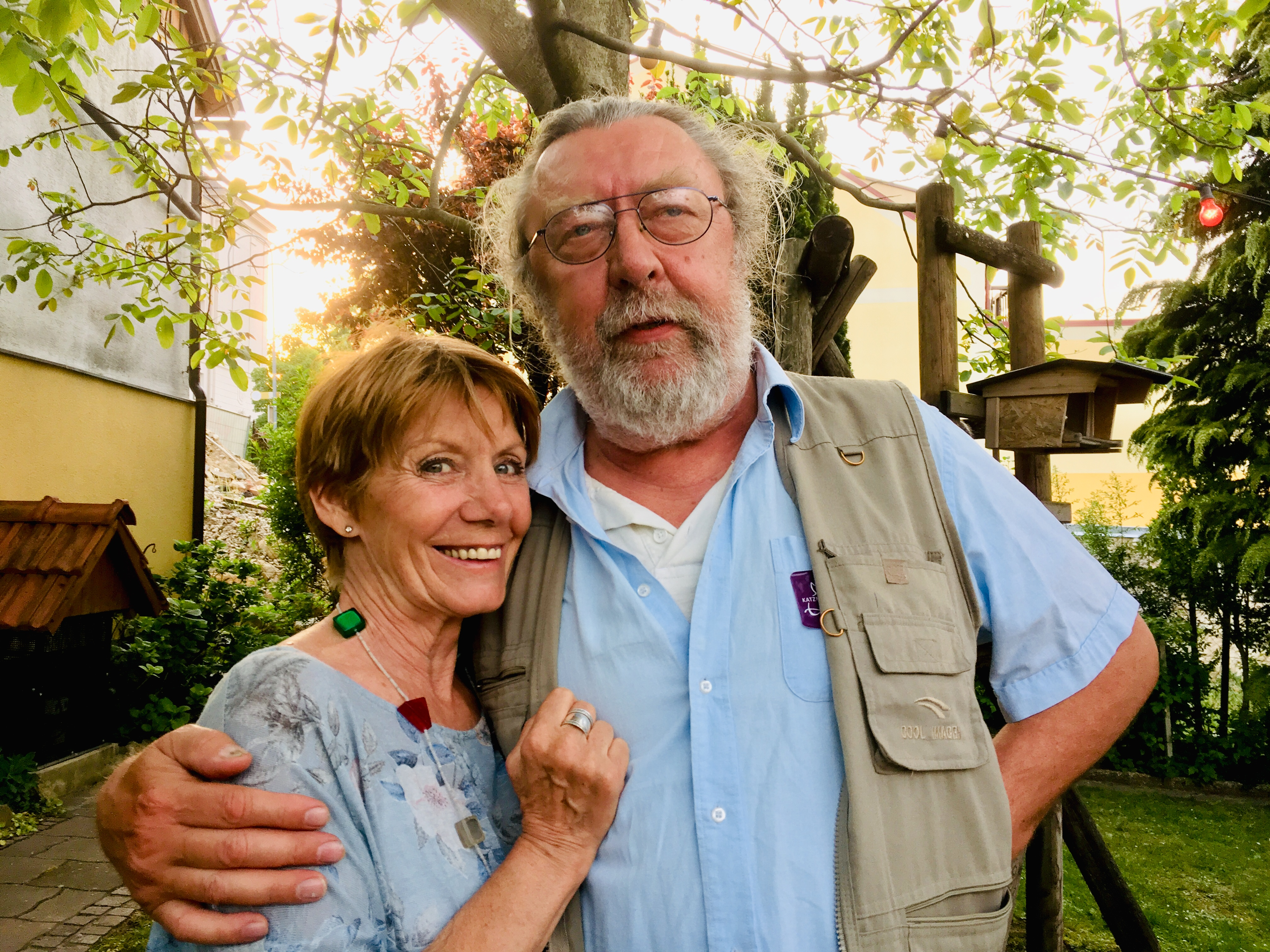
Itze Grünzweig (* 1956)

- Grünzweig, Leopold (1923–2003), österreichischer Politiker (SPÖ), Landtagsabgeordneter
- Grünzweig, Walter (* 1956), österreichisch-deutscher Literatur- und Kulturwissenschaftler
- Grünzweig, Werner (* 1959), österreichischer Musikwissenschaftler